# Nationalmuseum für Anthropologie (Mexiko)

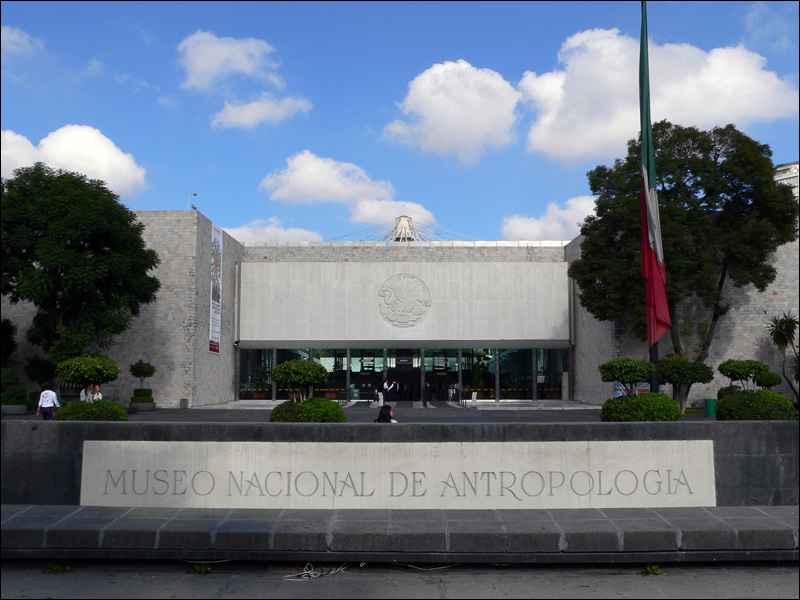
Eingang des anthropologischen Museums in Mexiko-Stadt

Das Museo Nacional de Antropología (MNA) in Mexiko-Stadt, zu Deutsch Nationalmuseum für Anthropologie, ist ein Museum des Instituto Nacional de Antropología e Historia, in dem die präkolumbische Vergangenheit und die lebende indigene Kultur Mexikos ausgestellt werden. Die überbaute Fläche umfasst 44.000 m², die durch 35.700 m² Freifläche ergänzt wird.

## Architektur

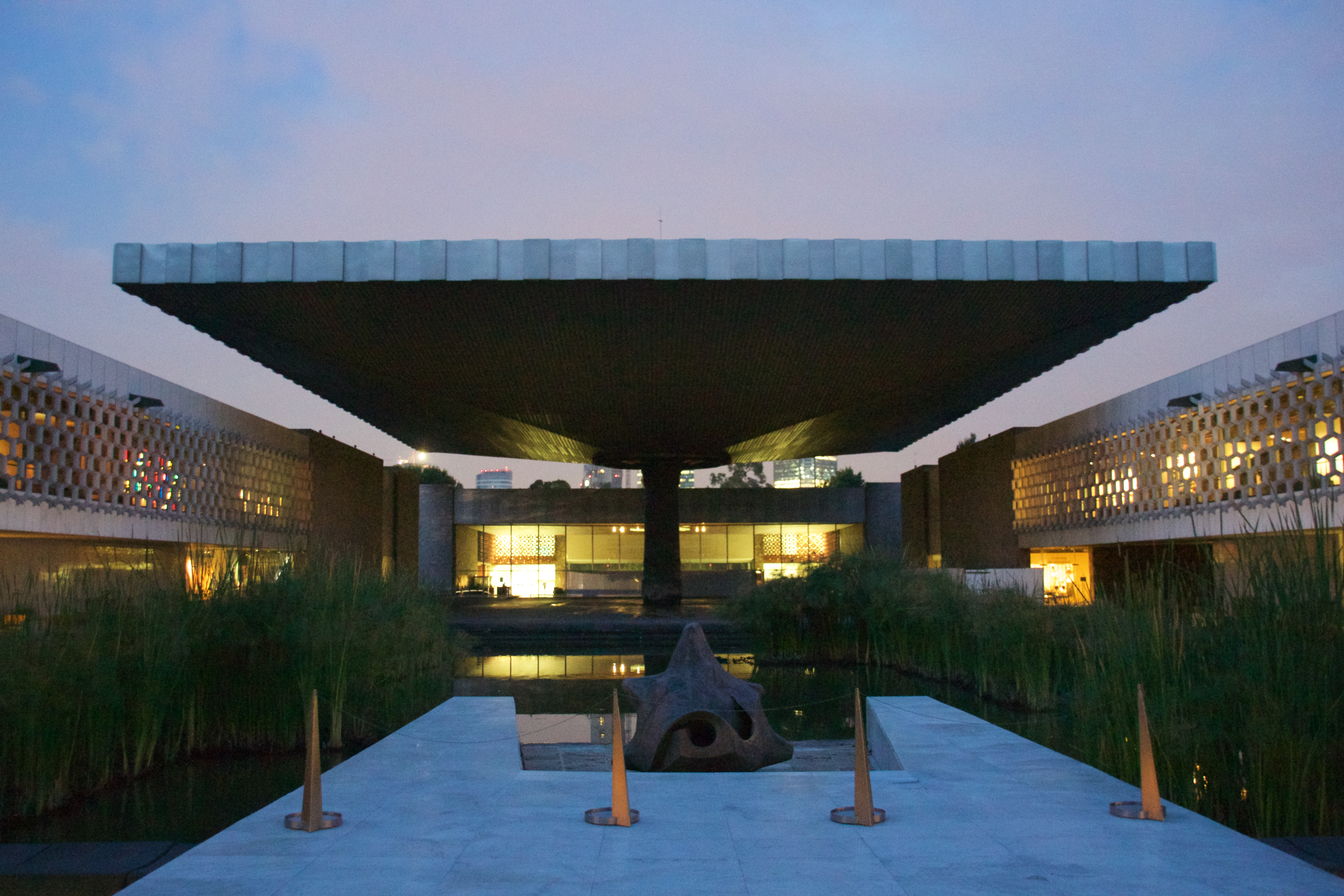
Der zentrale Hof

Das im Chapultepec-Park liegende Museum wurde durch Pedro Ramírez Vázquez, Jorge Campuzano und Rafael Mijares 1963 geplant. Es besteht aus einem zentralen Patio mit Anschluss an 23 Ausstellungshallen. Die Ausstellungsfläche beträgt 79700 Quadratmeter. Im Zentrum des Patios befindet sich eine beeindruckende Stahlbeton-Aluminium Konstruktion (Regenschirm) von 54 mal 82 Metern und einer Höhe von 16,80 Metern.

## Geschichte
Das von den Architekten Pedro Ramírez Vázquez, Rafael Mijares Alcérreca und Jorge Campuzano entworfene Museum wurde am 17. September 1964 nach einer Bauzeit von 18 Monaten eröffnet. Die Sammlung selbst ist am 18. März 1825 als Universitätssammlung entstanden, wobei Teile bis auf die Sammlung von Lorenzo Boturini de Benaducci zurückgehen. Diese Boturini-Sammlung entstand zwischen 1735 und 1743 und ist die früheste bedeutende Sammlung zur Geschichte Mexikos.

## Sammlung
Im Erdgeschoss und teils im Freien werden die indigenen Kulturen und Epochen Mexikos durch eine archäologische Sammlung und architektonische Beispiele dargestellt. Bekanntestes und wichtigstes Ausstellungsstück ist der Stein der Sonne (Piedra del Sol). Im Obergeschoss befinden sich die völkerkundlichen Säle. Hier sind die gegenwärtigen indigenen Völker Mexikos mit ihren traditionellen Trachten und Beispiele ihrer Handwerks- und Baukunst ausgestellt.

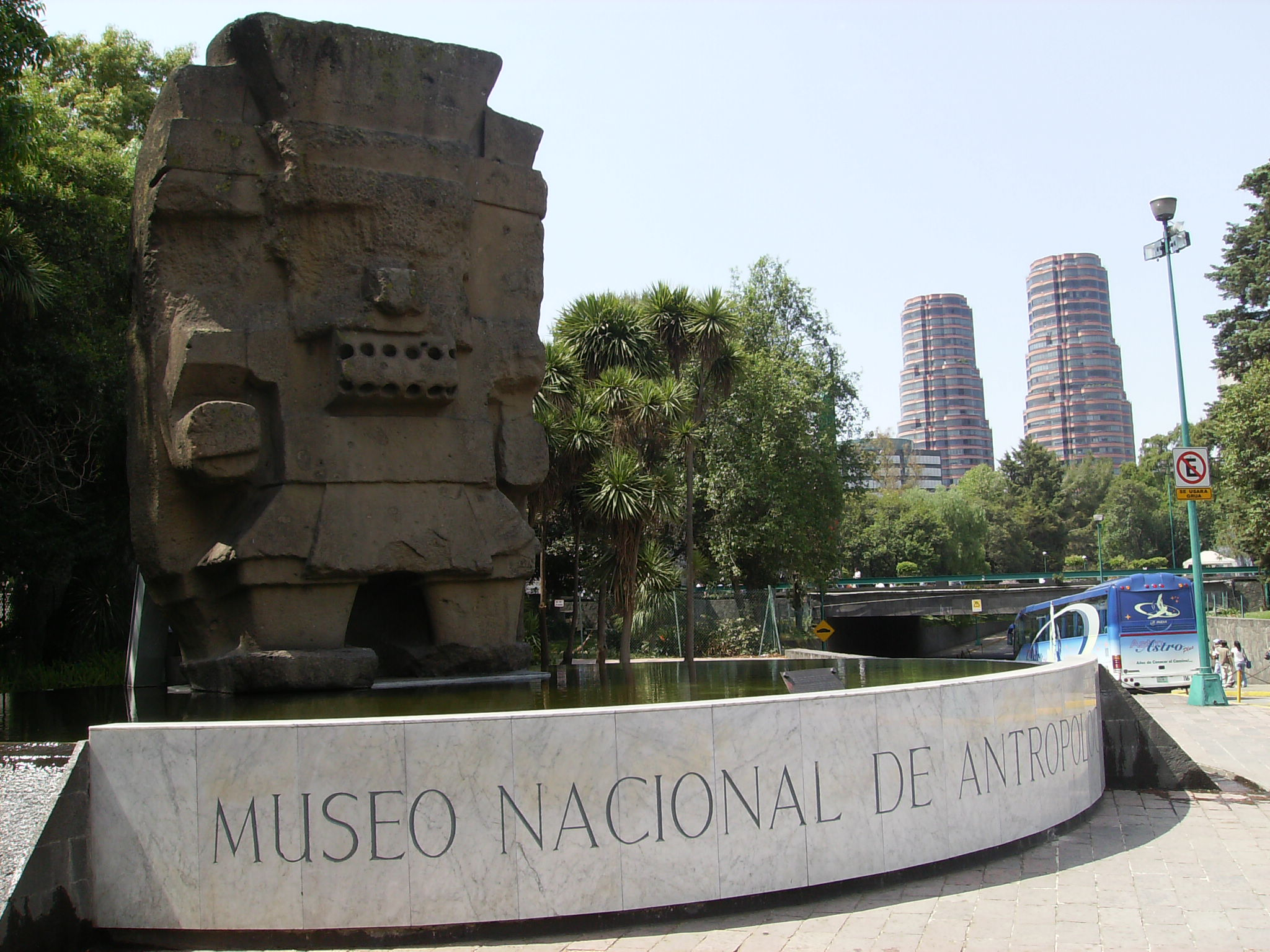
Darstellung des aztekischen Gottes Tlaloc am Eingang des Museums
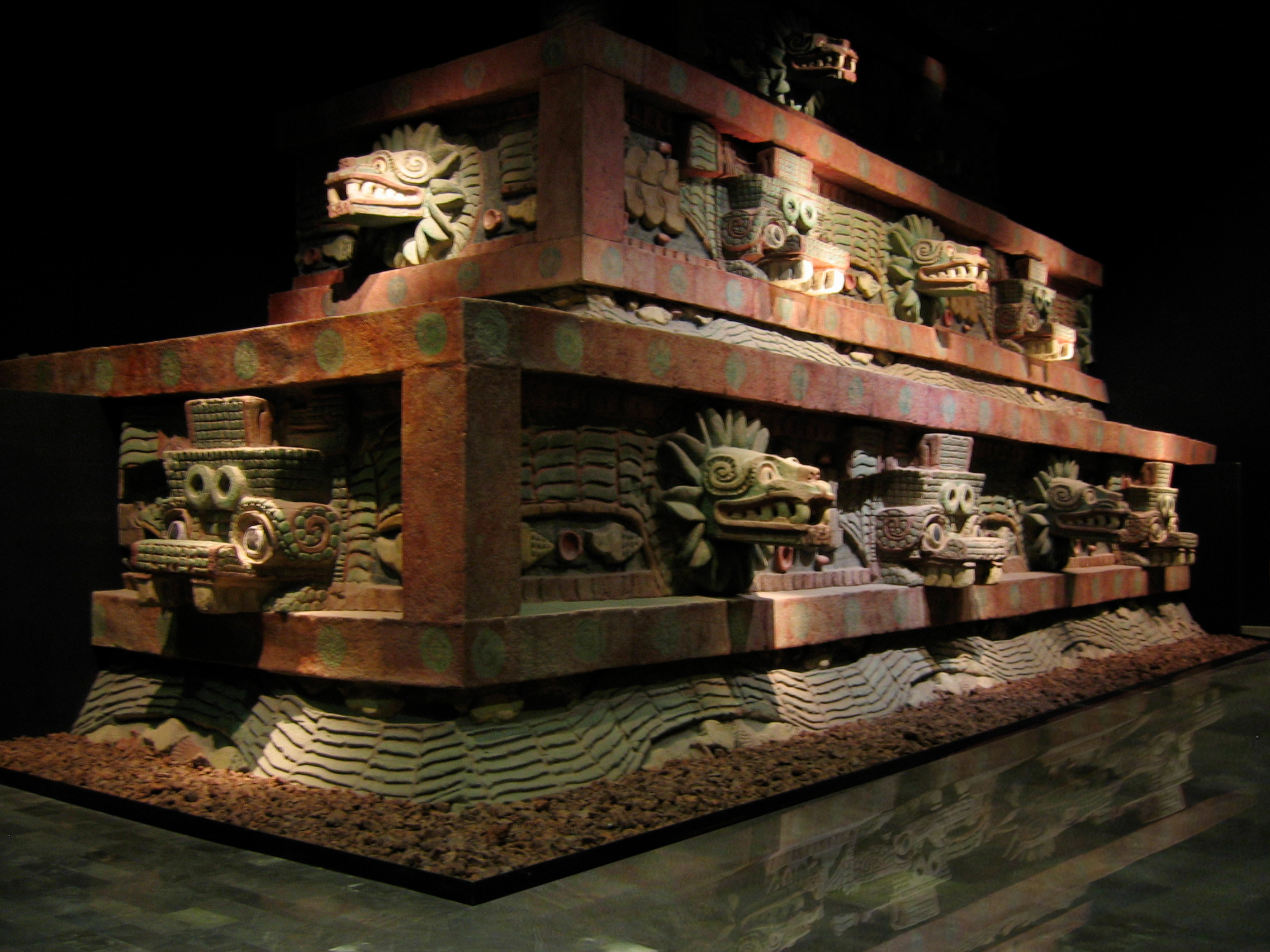
Reproduktion des Tempels der gefiederten Schlange in Teotihuacan
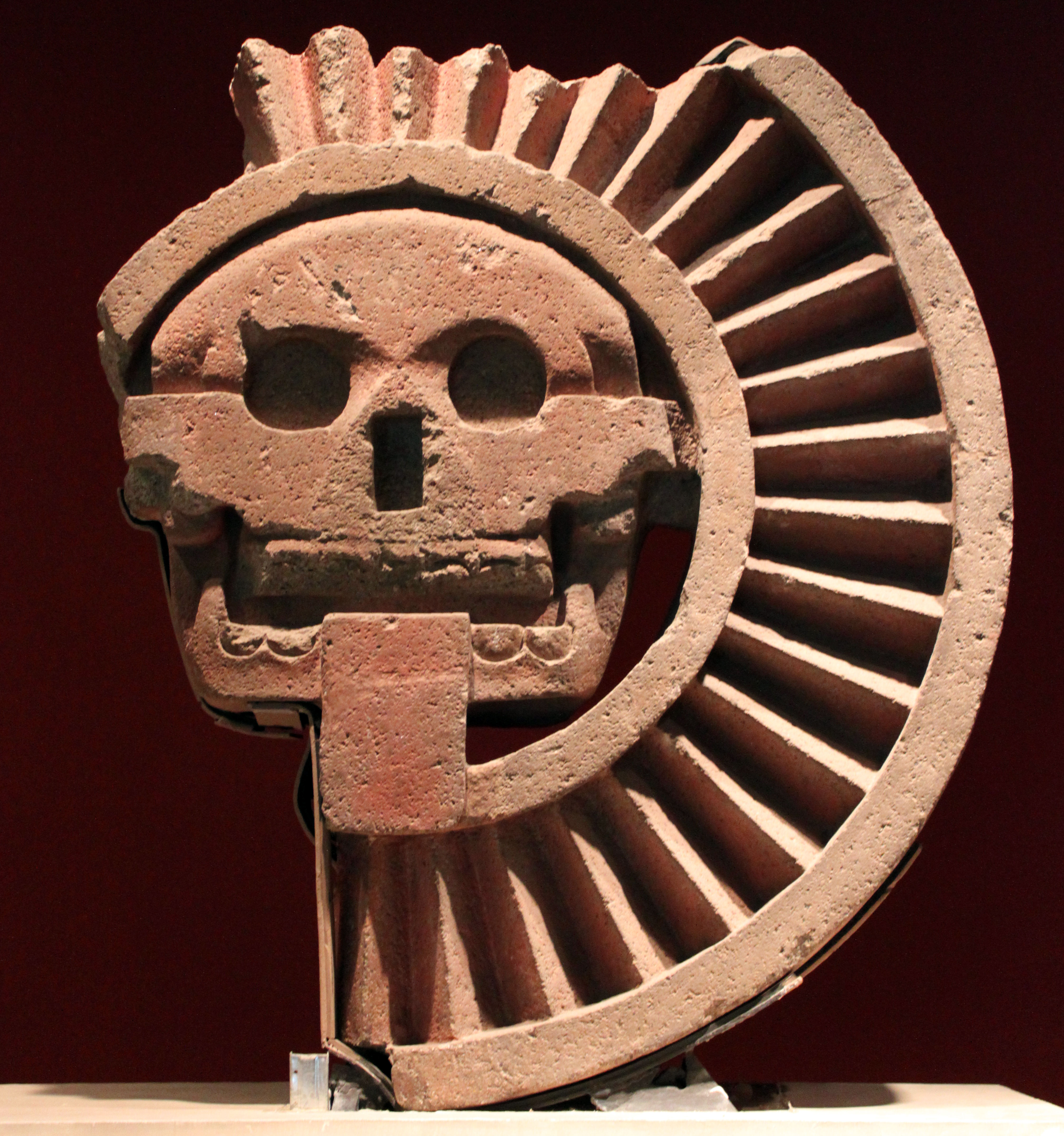
Disc von Mictlantecuhtli
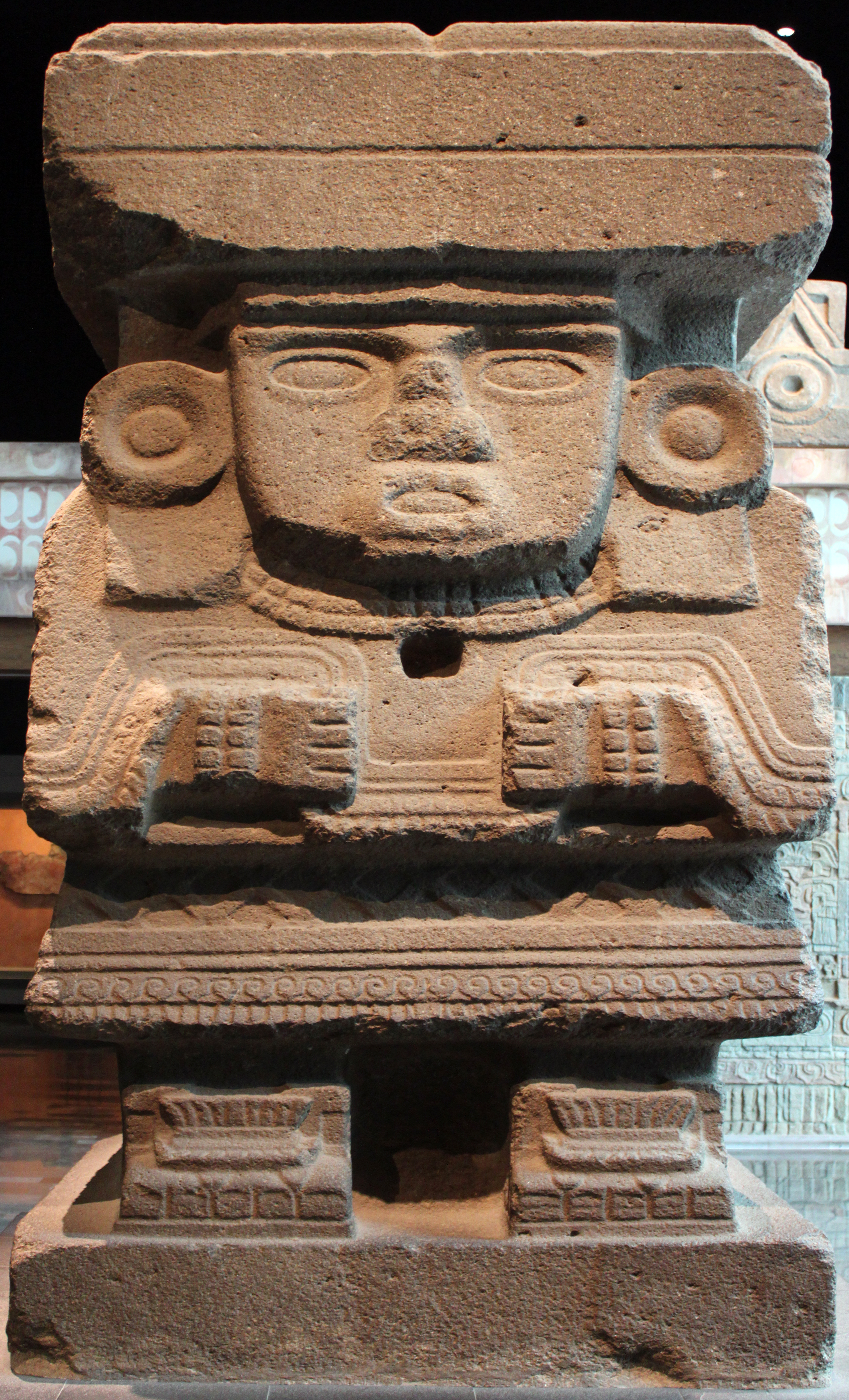
Statue von Chalchiuhtlicue
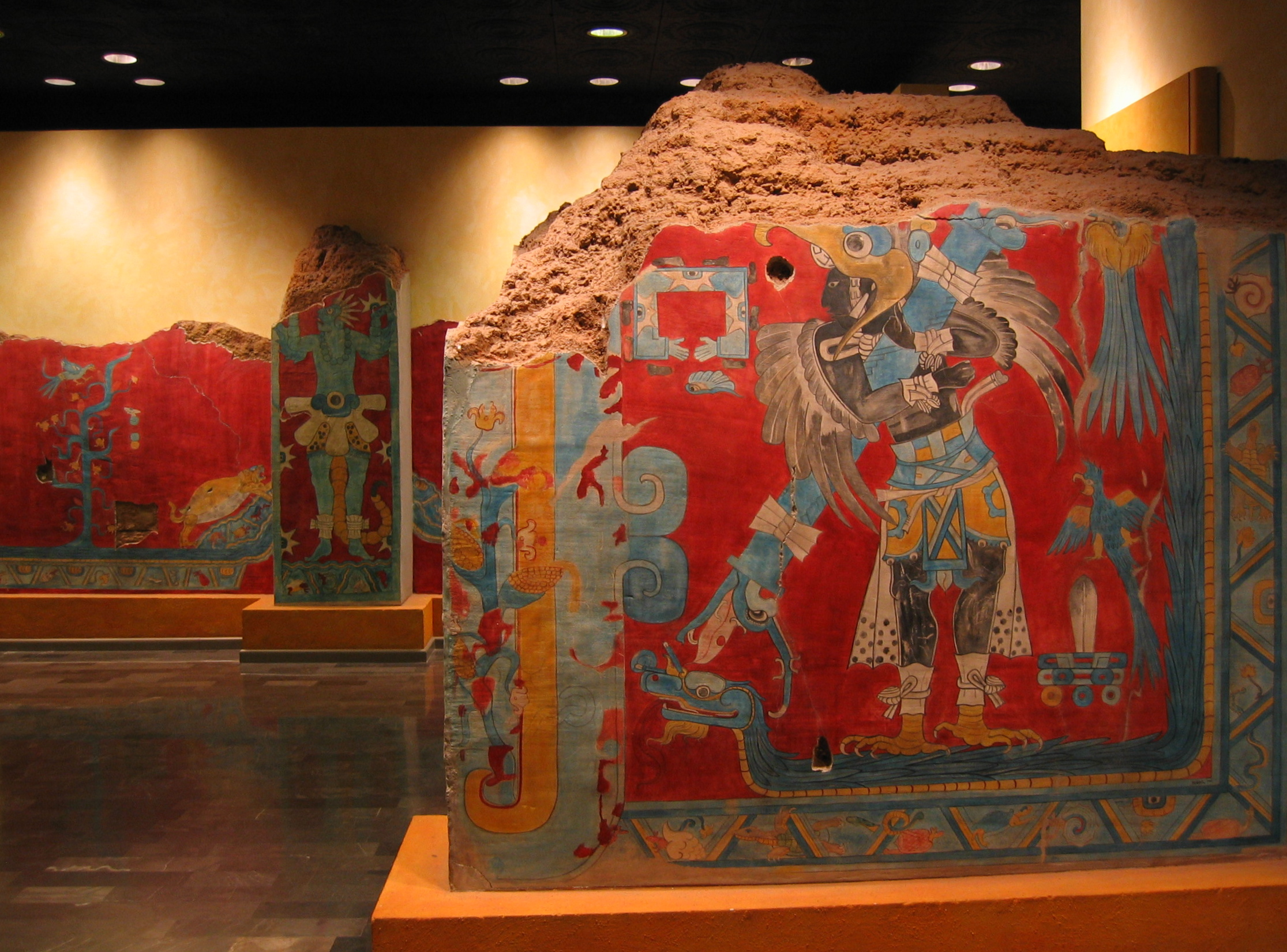
Cacaxtla Vogel-Mann Wandbild
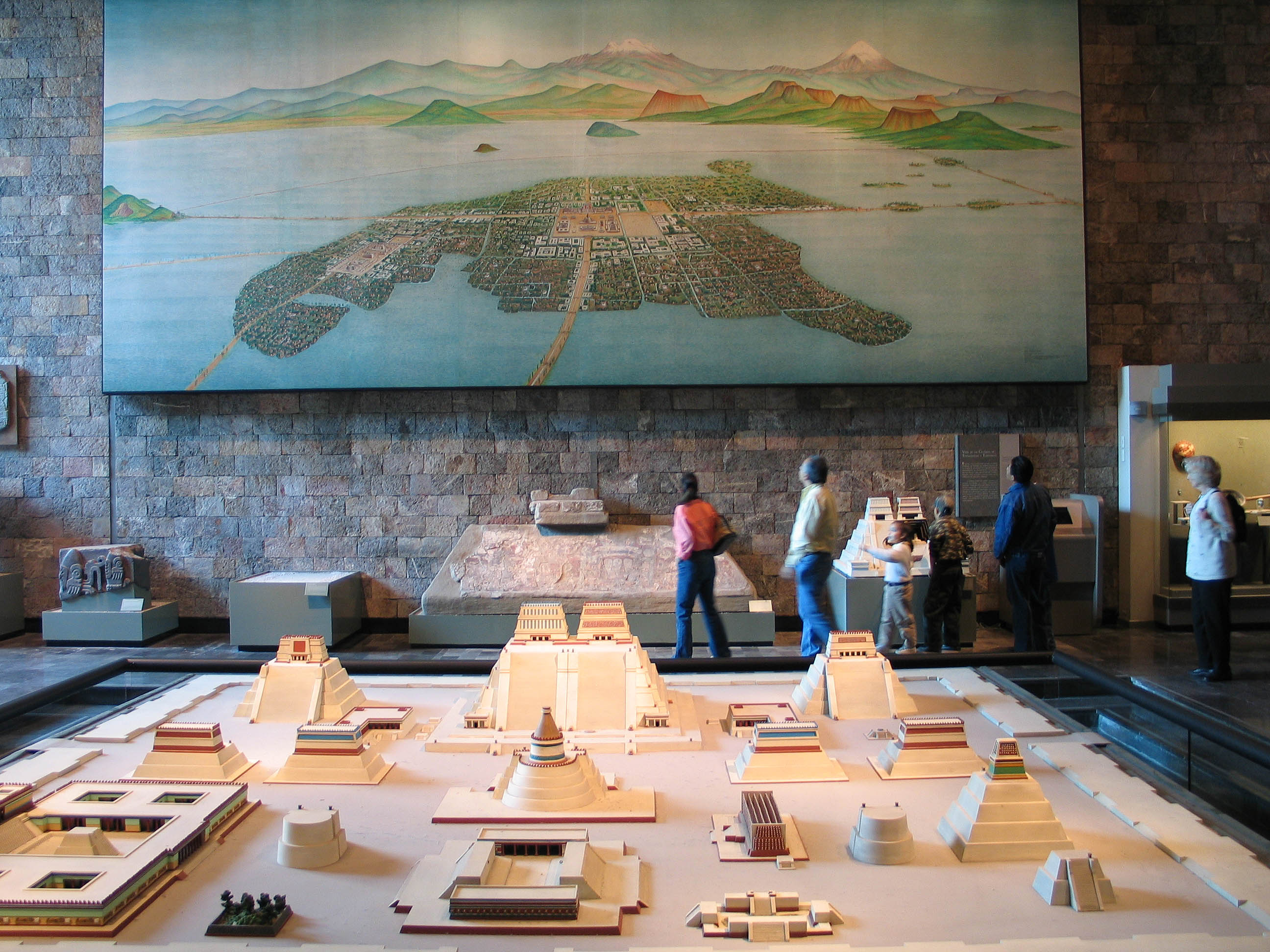
Modell von Tenochtitlán
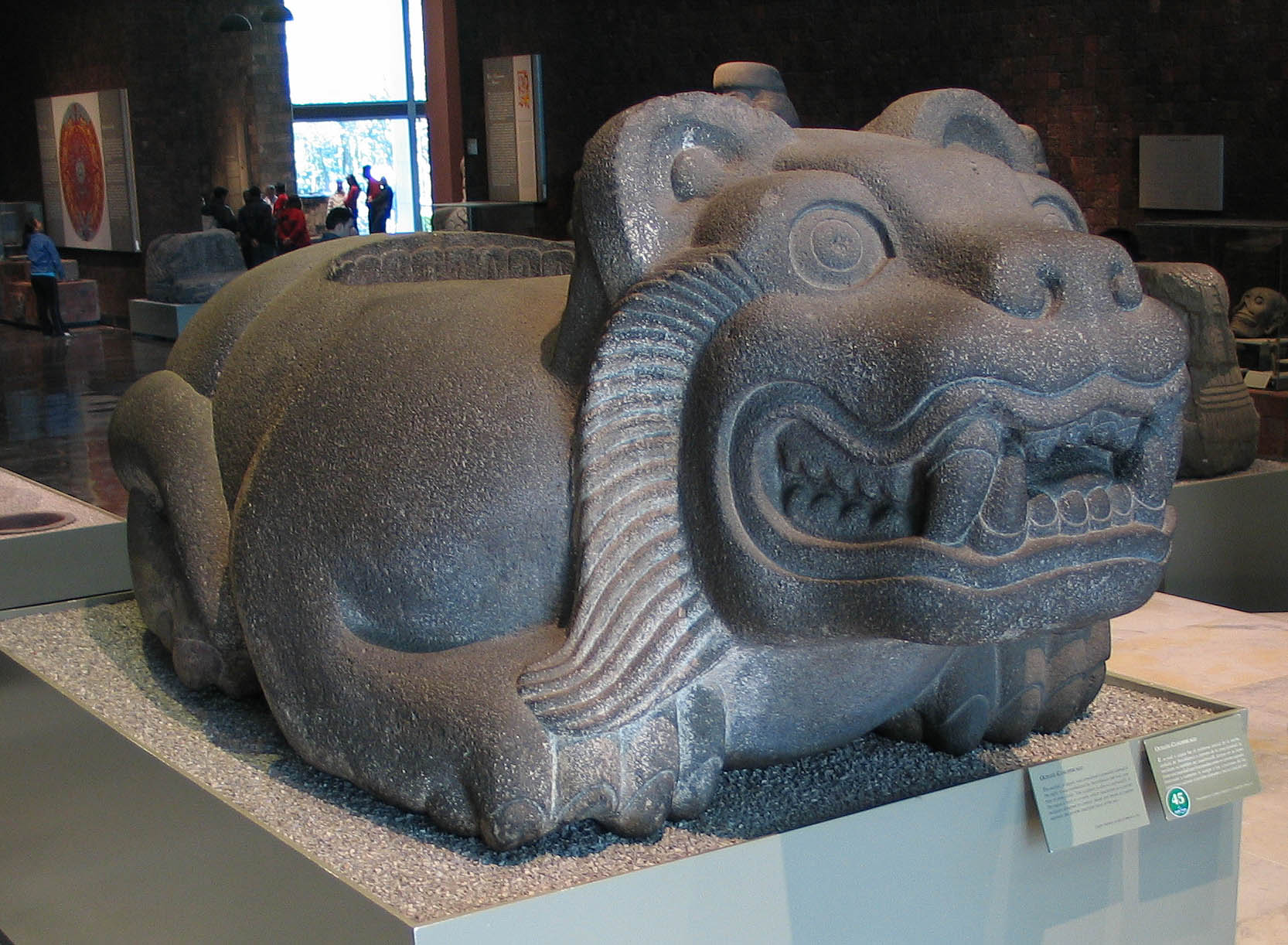
Ocelotl-Cuauhxicalli
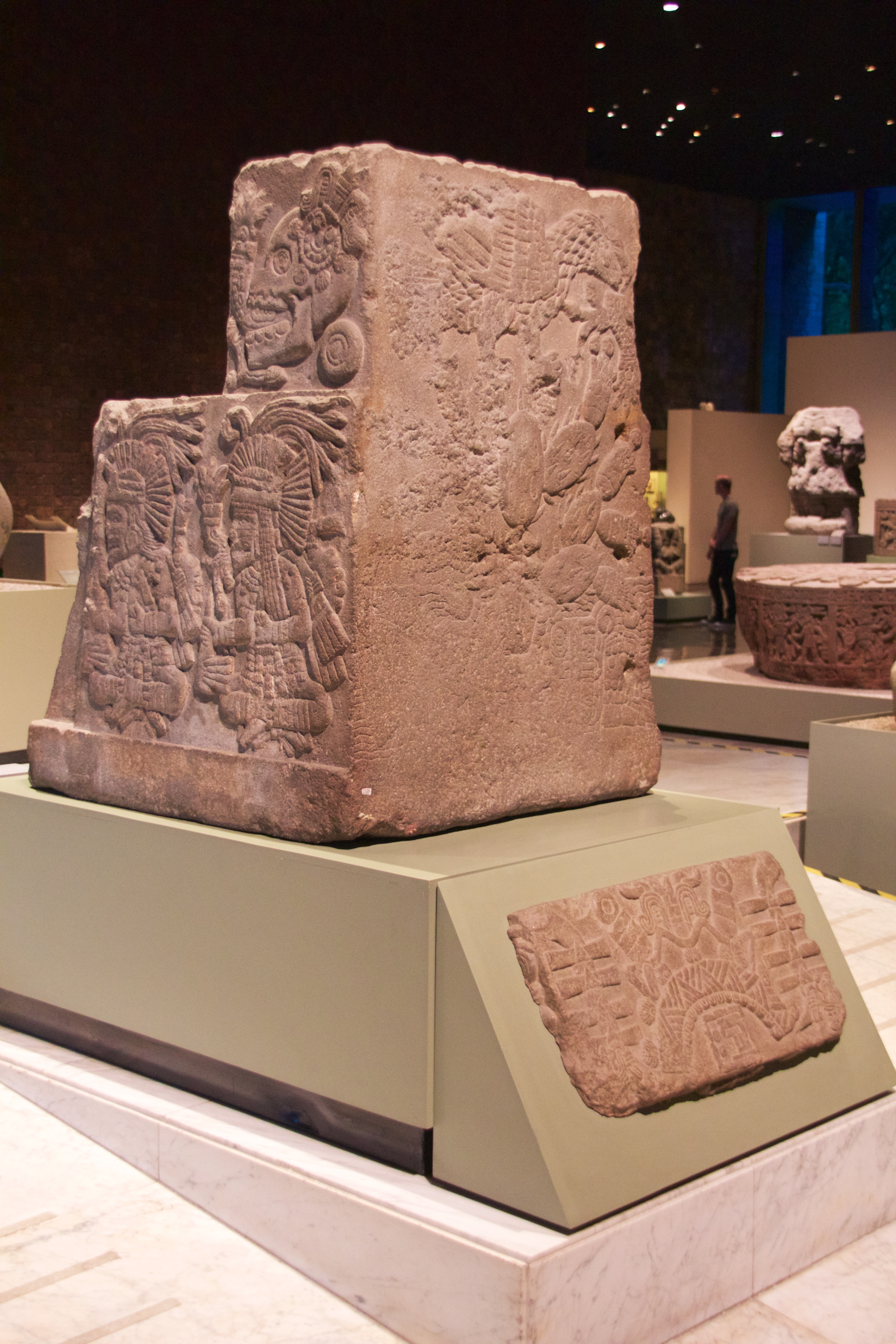
Teocalli des heiligen Krieges
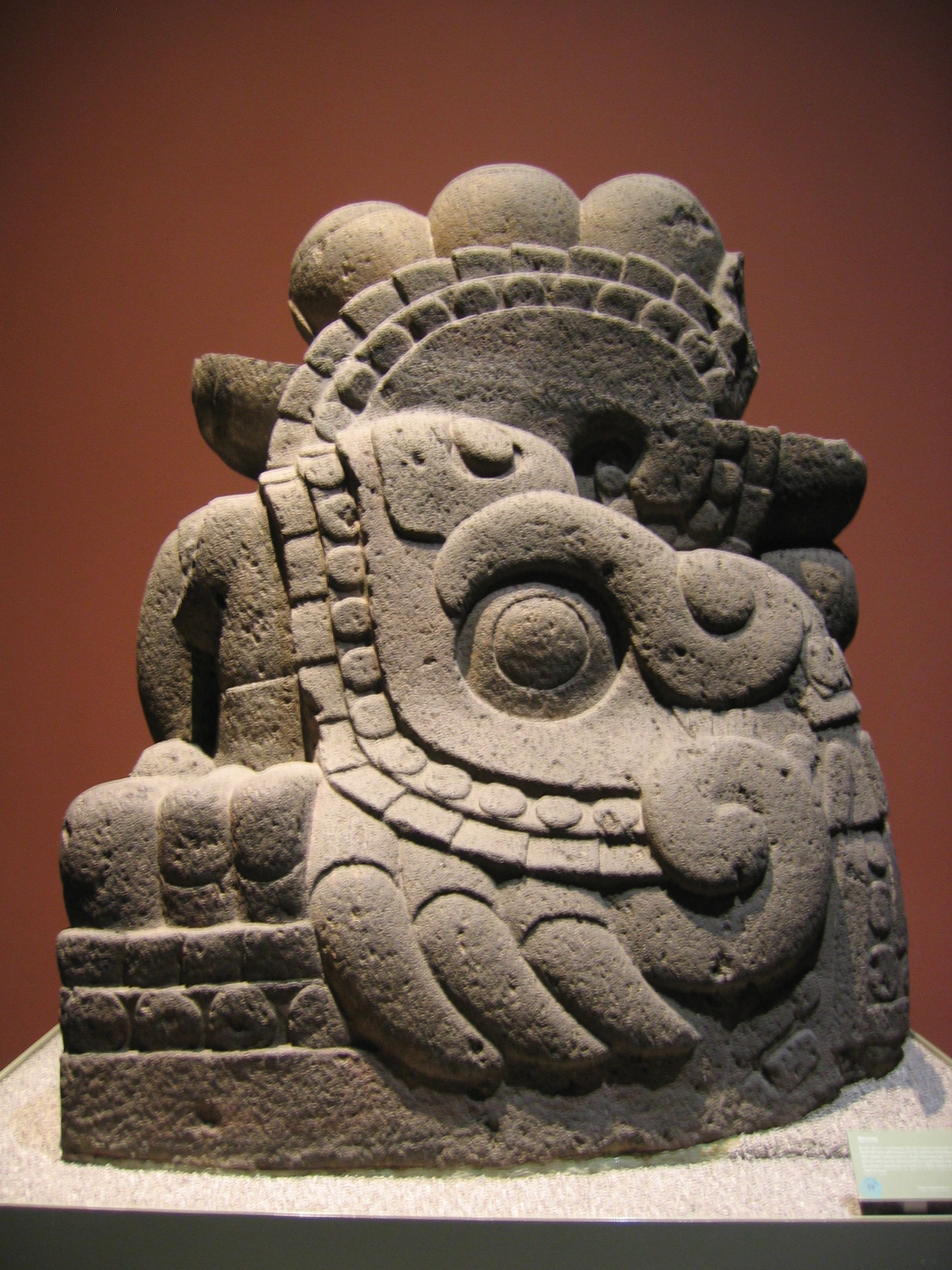
Statue von Xiuhcoatl
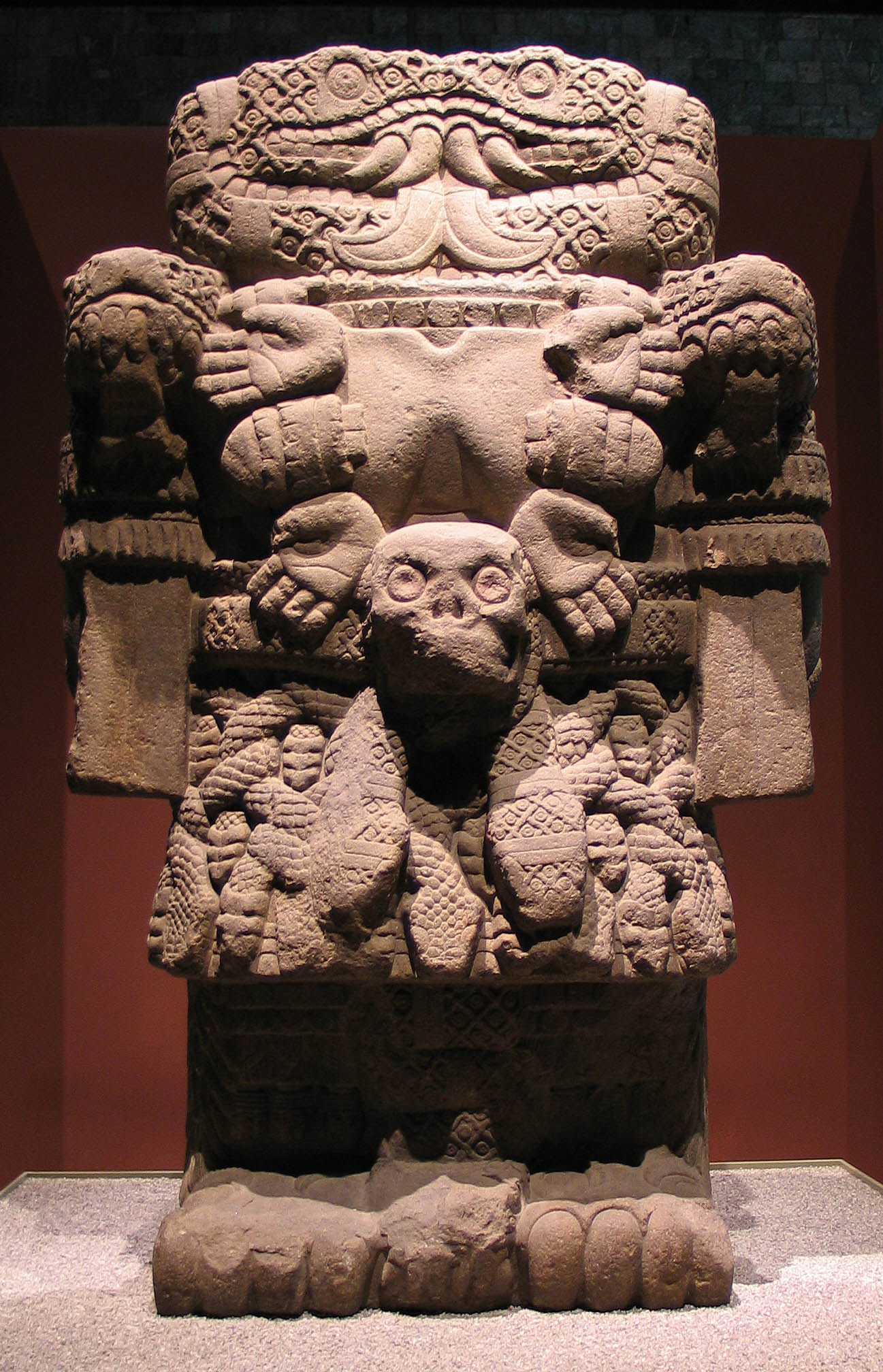
Statue der aztekischen Göttin Coatlicue
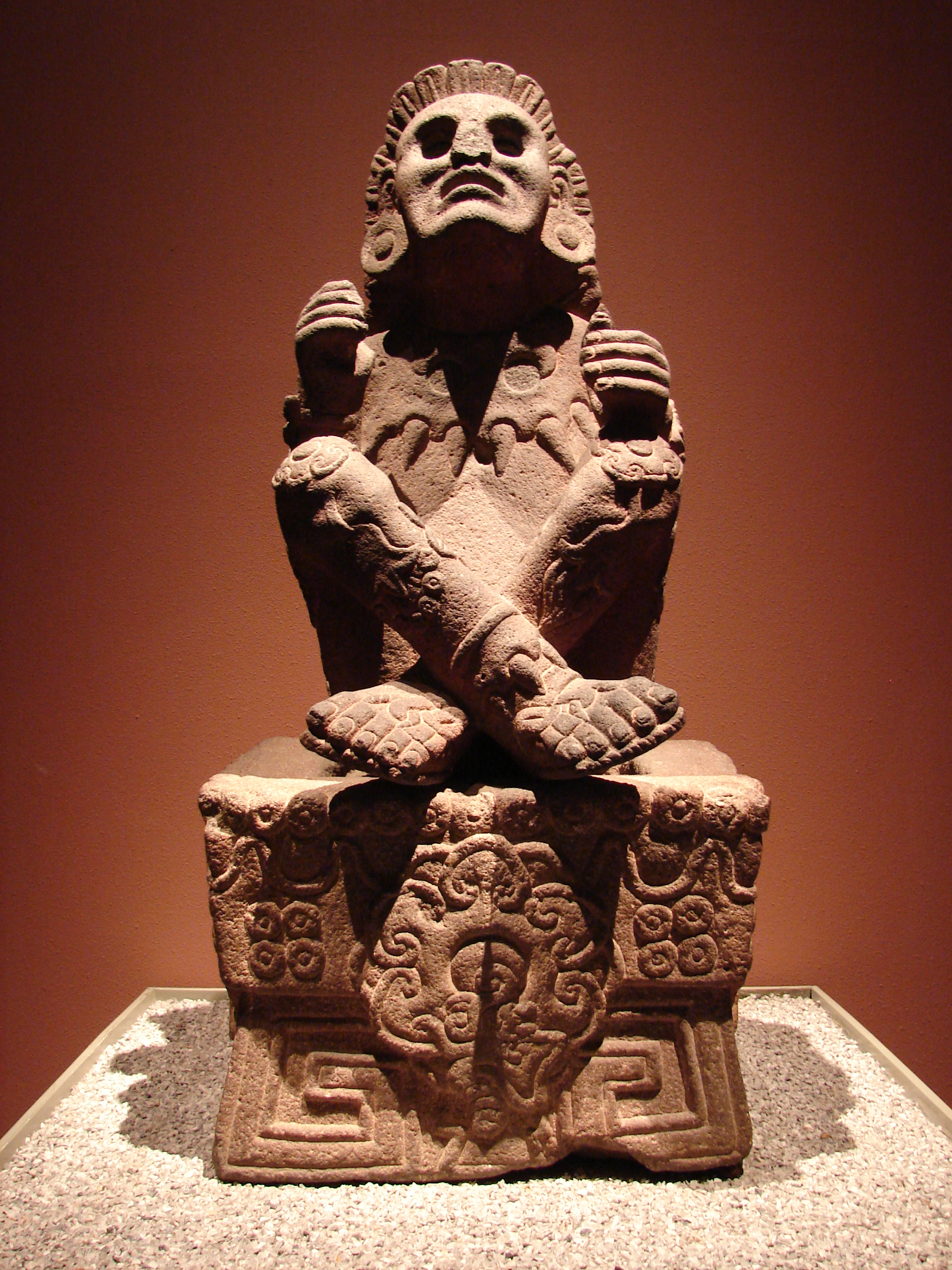
Skulptur von Xochipilli
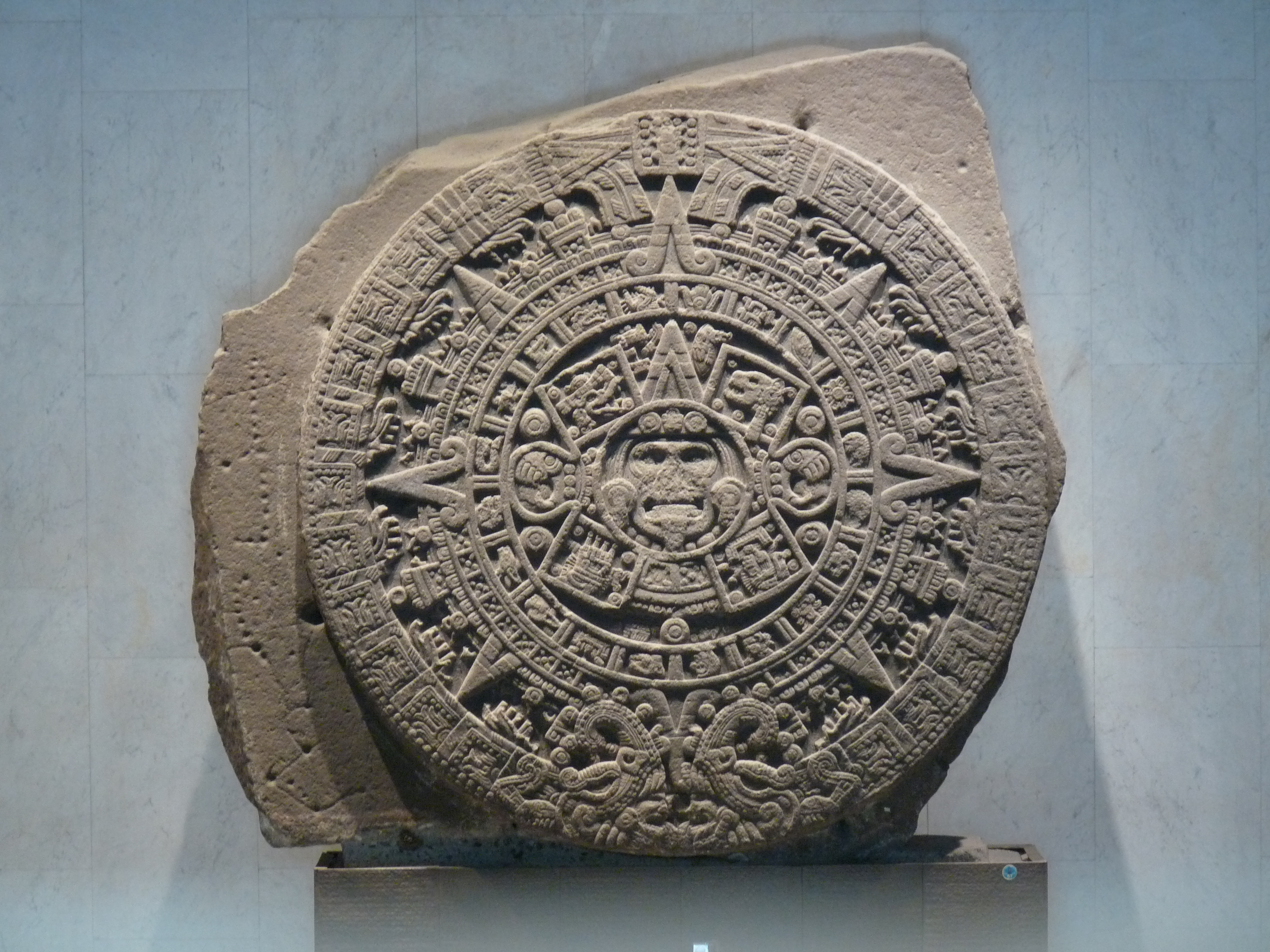
Stein der Sonne
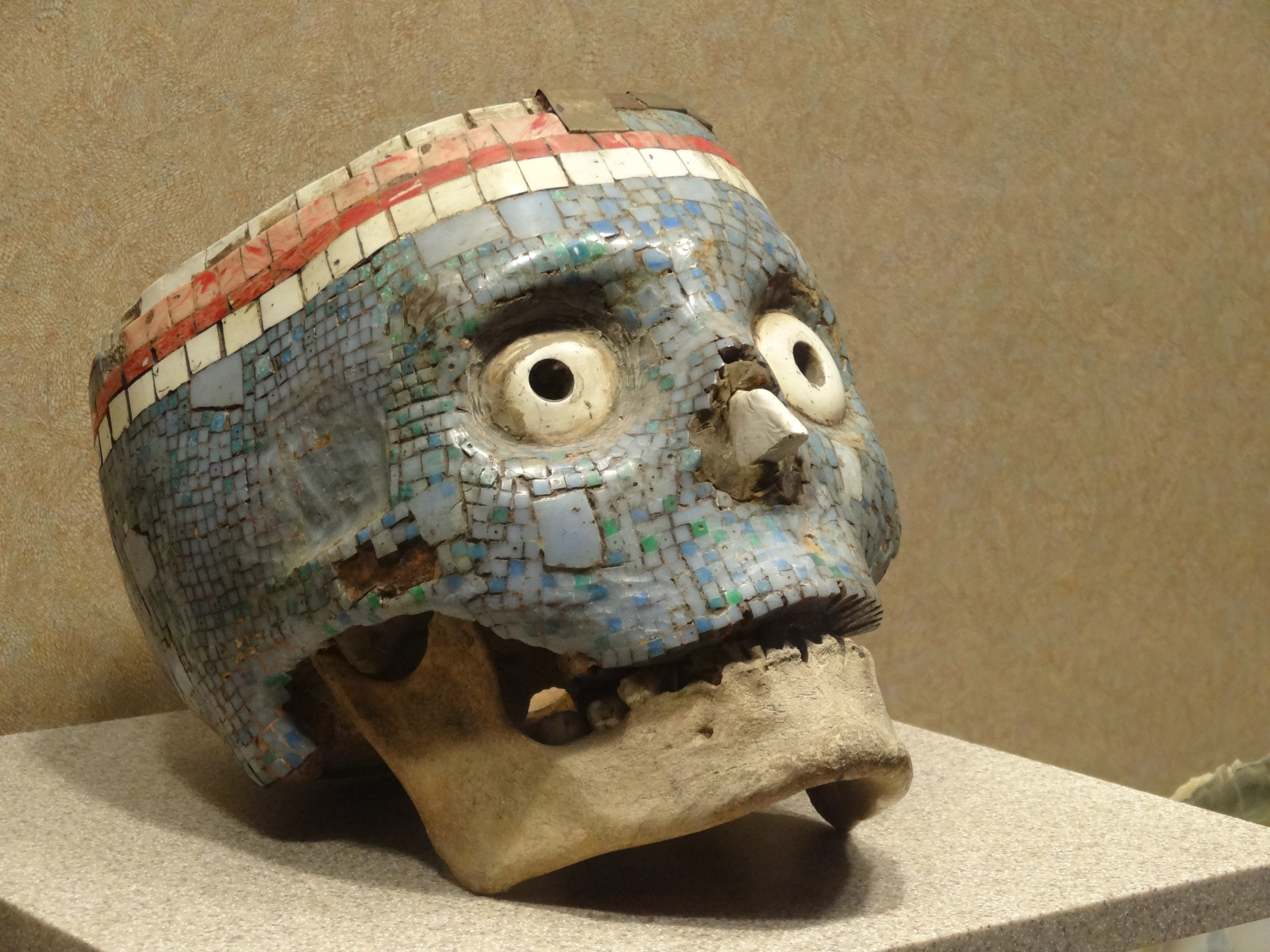
Schädel mit Türkis bedeckt
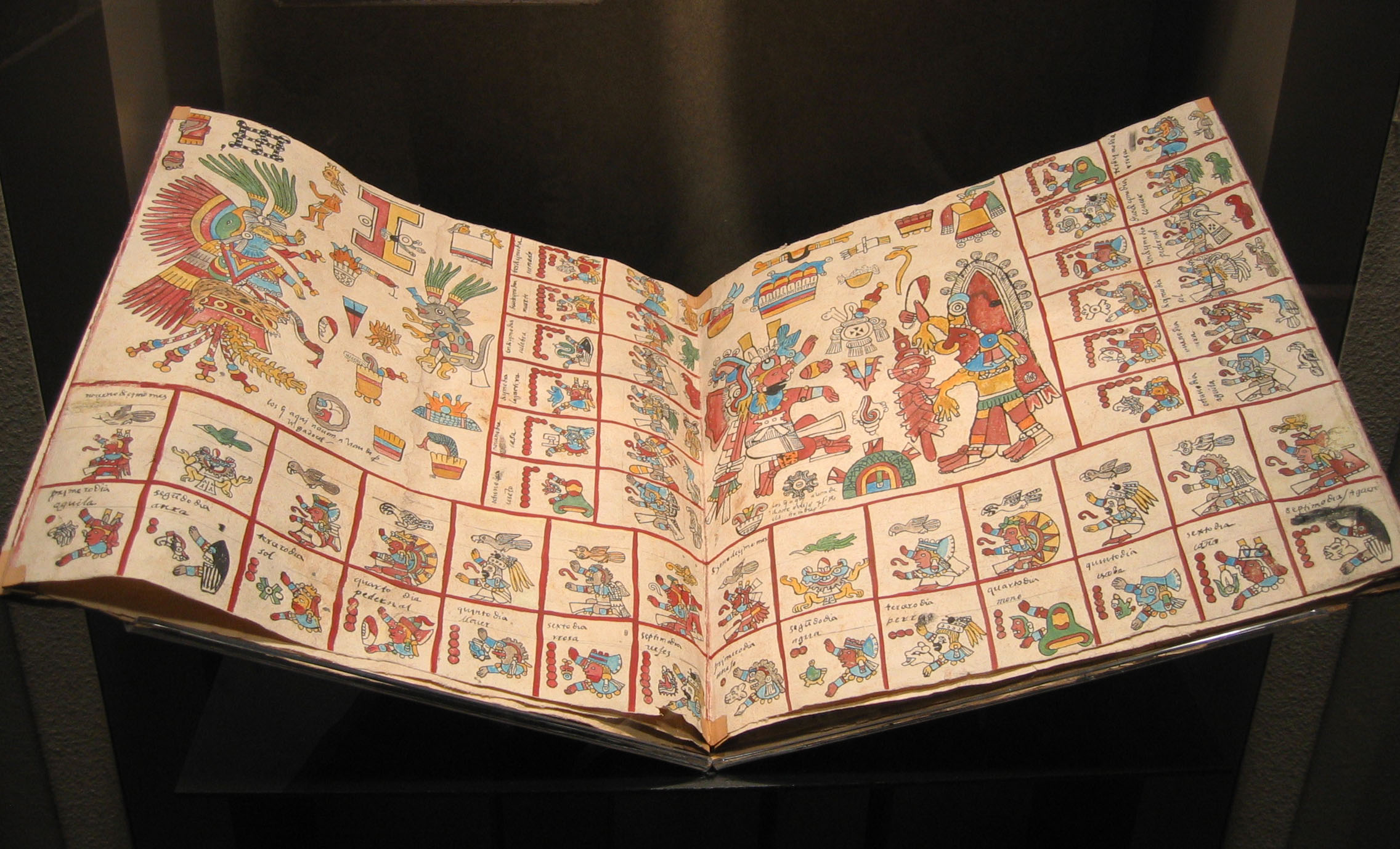
Replic of Codex Borbonicus
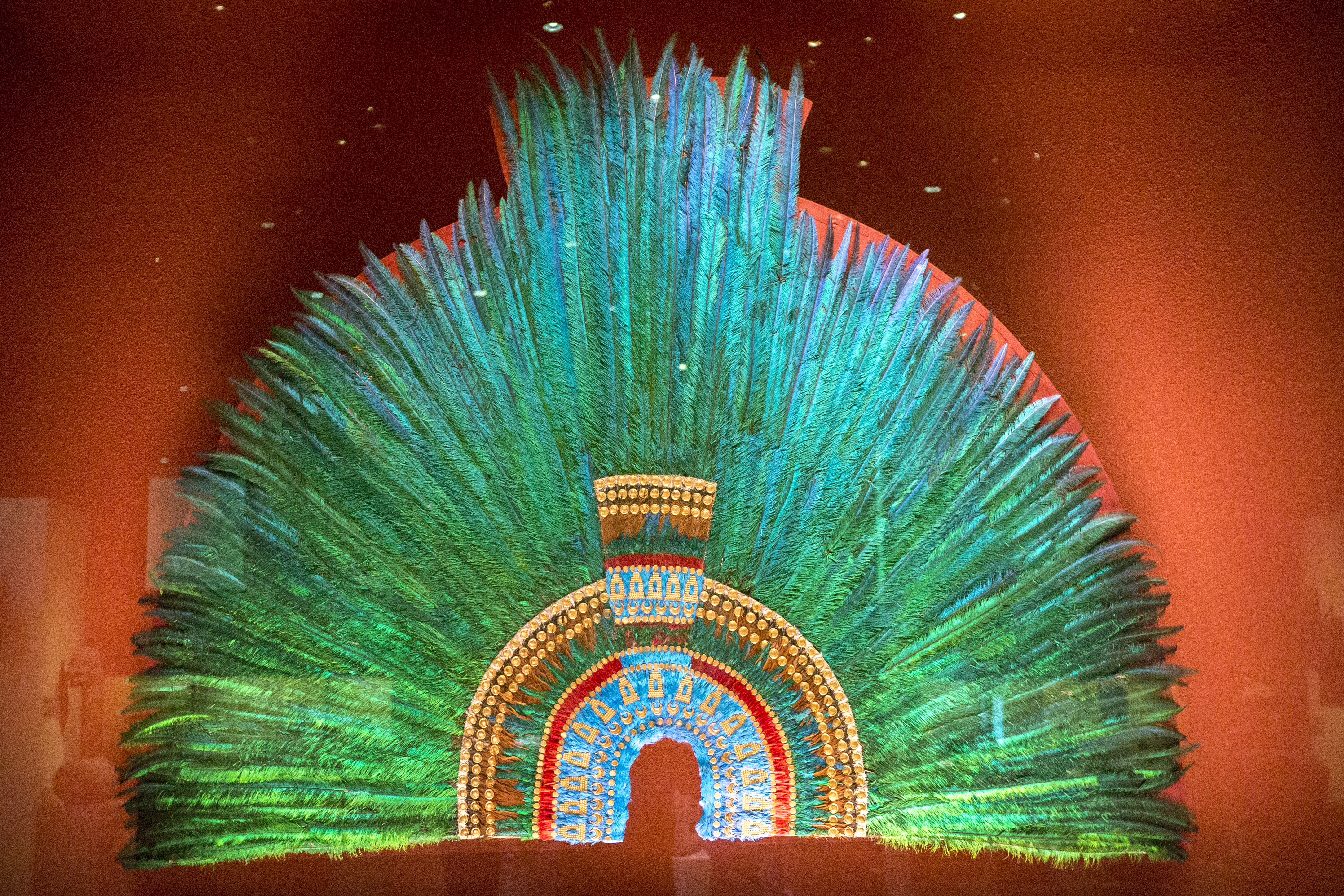
Kopie der Federkrone Moctezumas
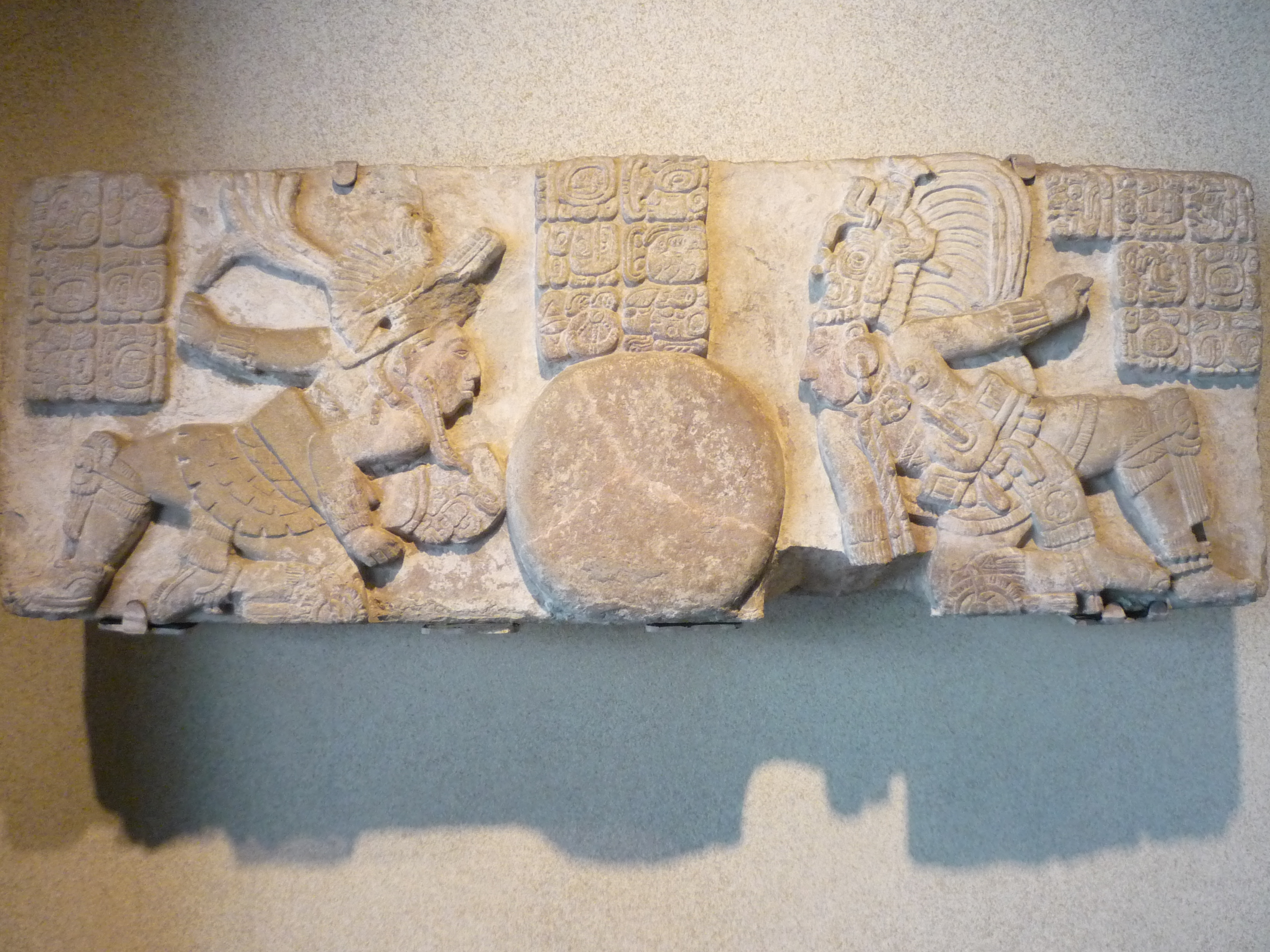
Relief von Toniná
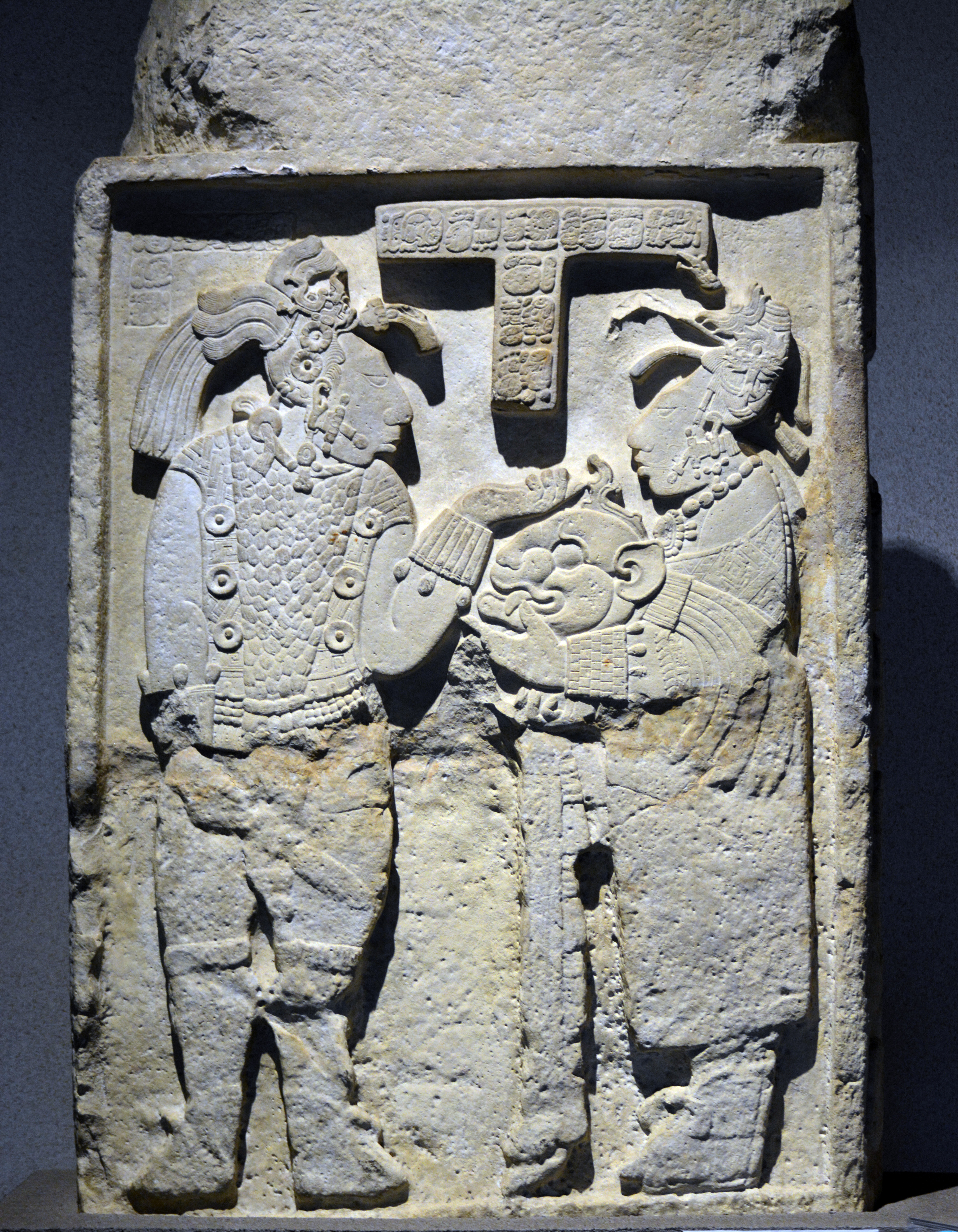
Dintel 26, Yaxchilán
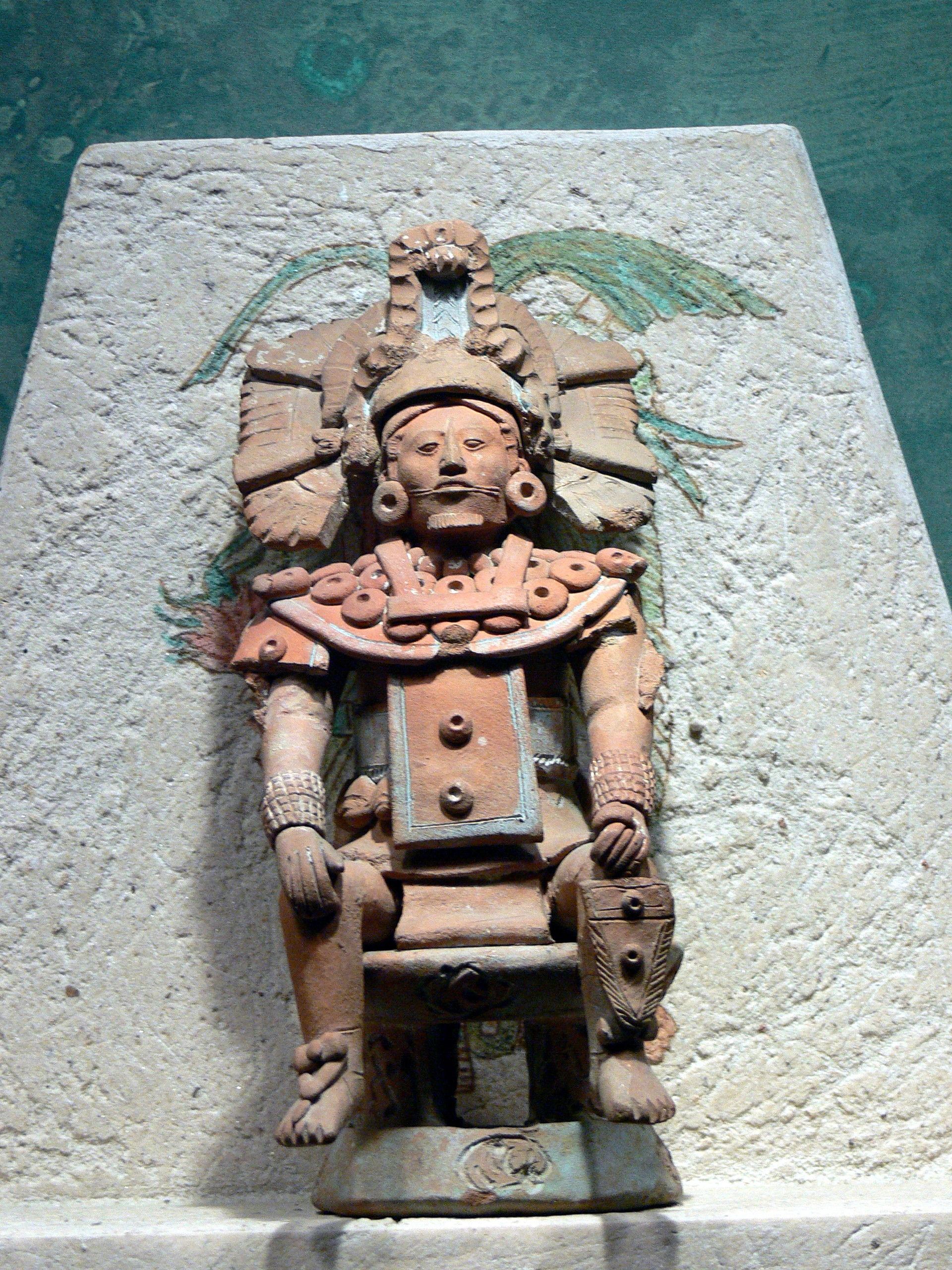
Keramik der Jaina Insel
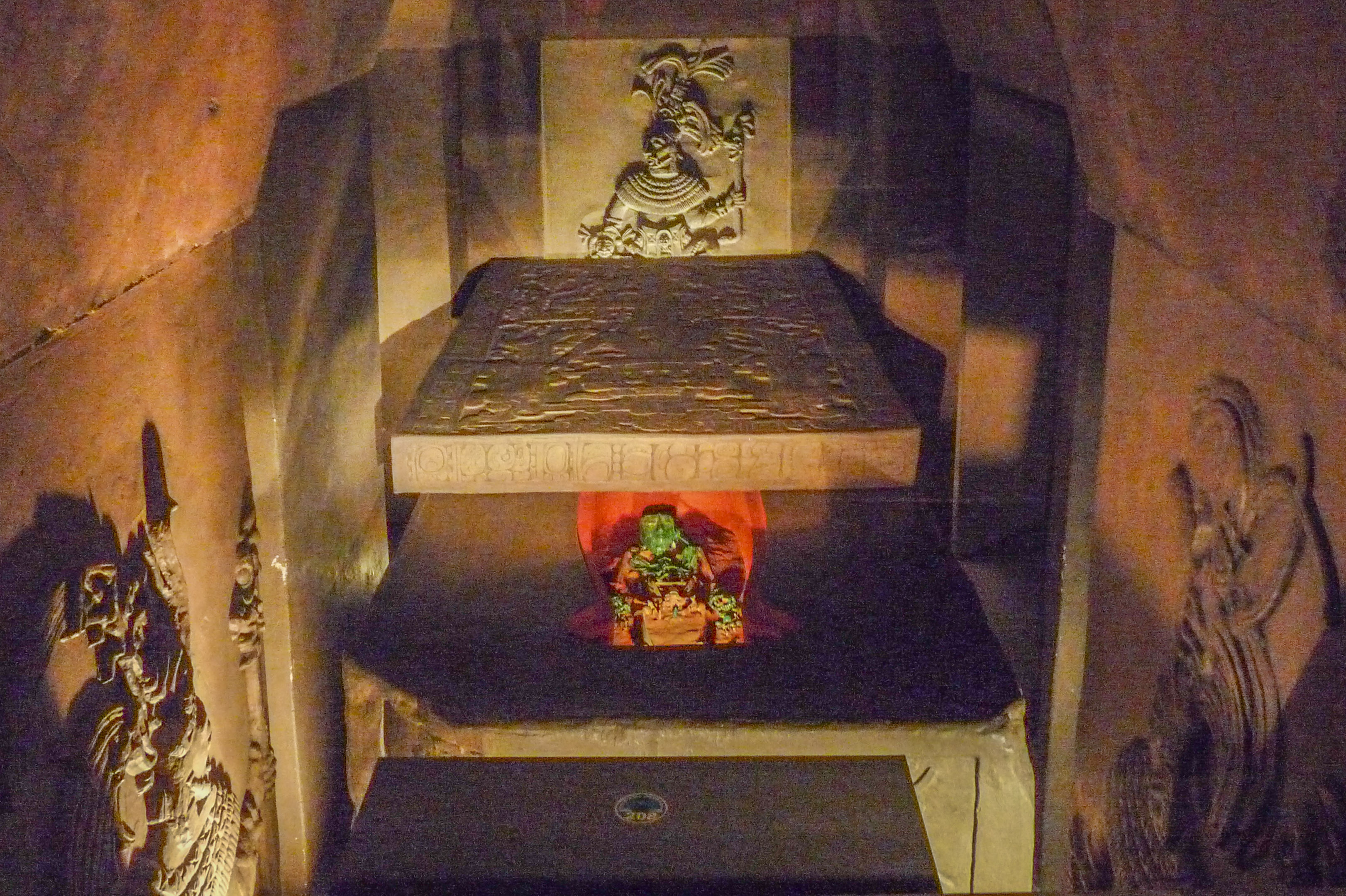
Reproduktion des Mausoleums des Herrschers von Palenque, K'inich Janaab 'Pakal
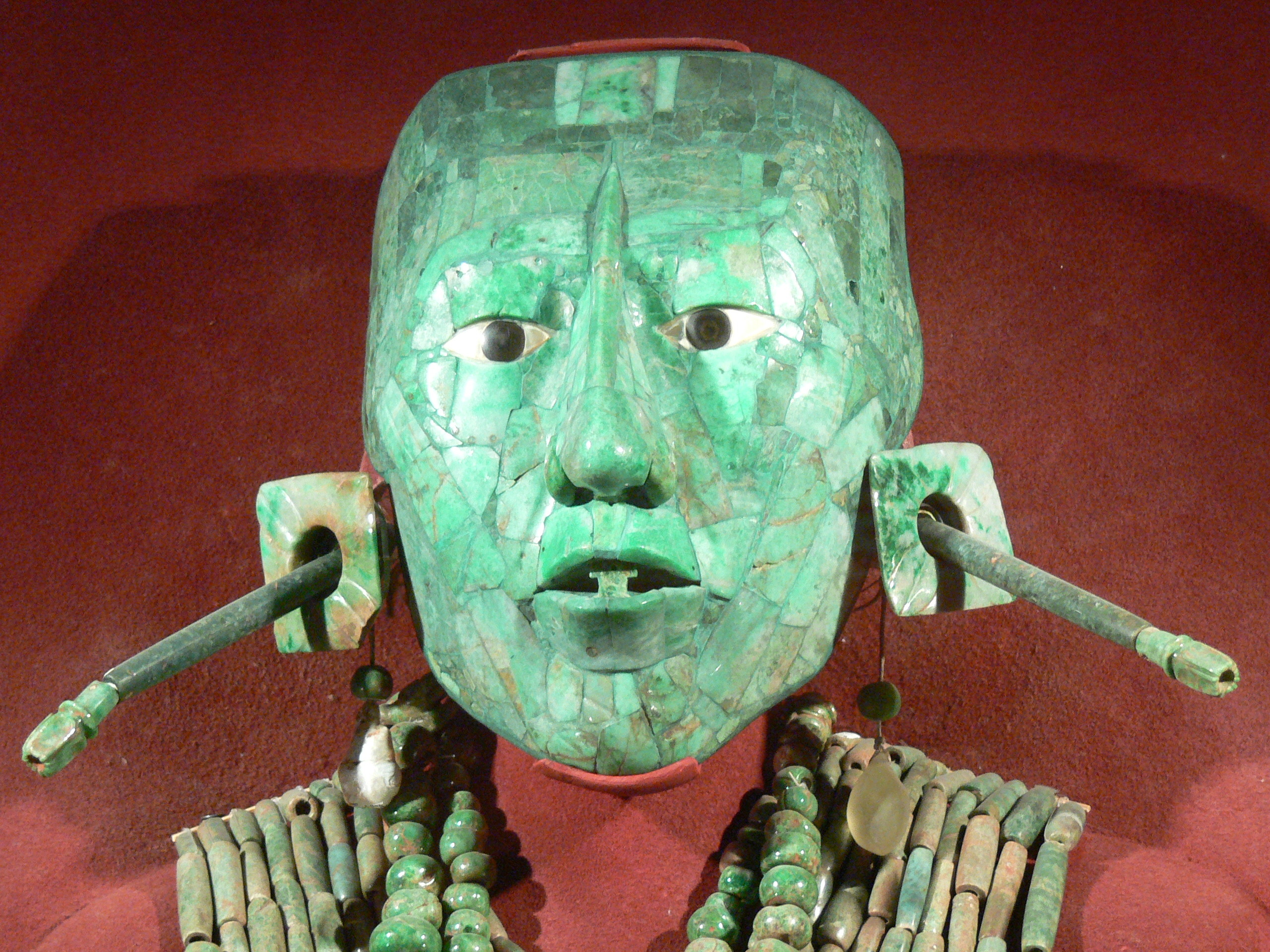
Totenmaske von K'inich Janaab 'Pakal
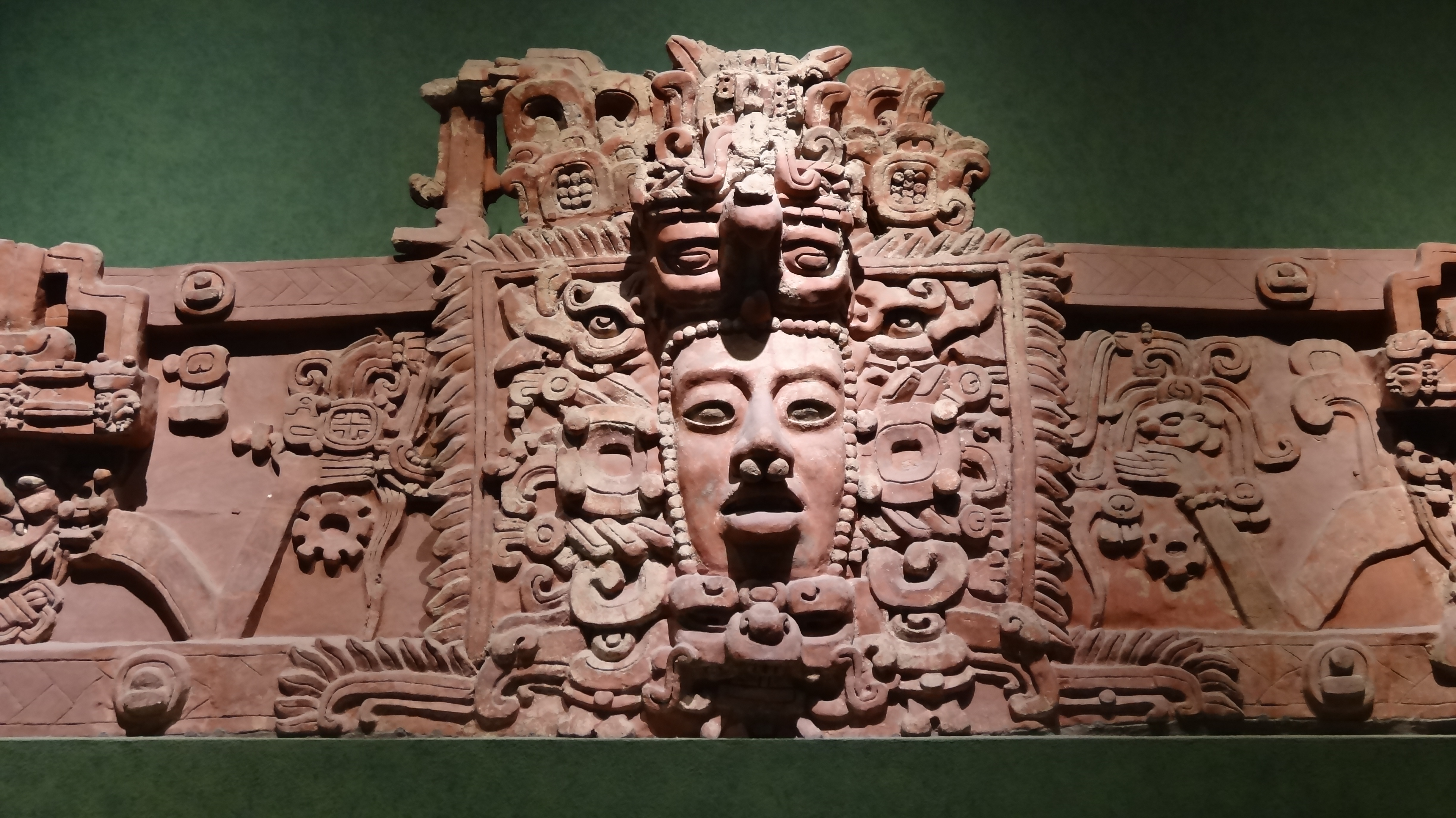
Fries von Placeres
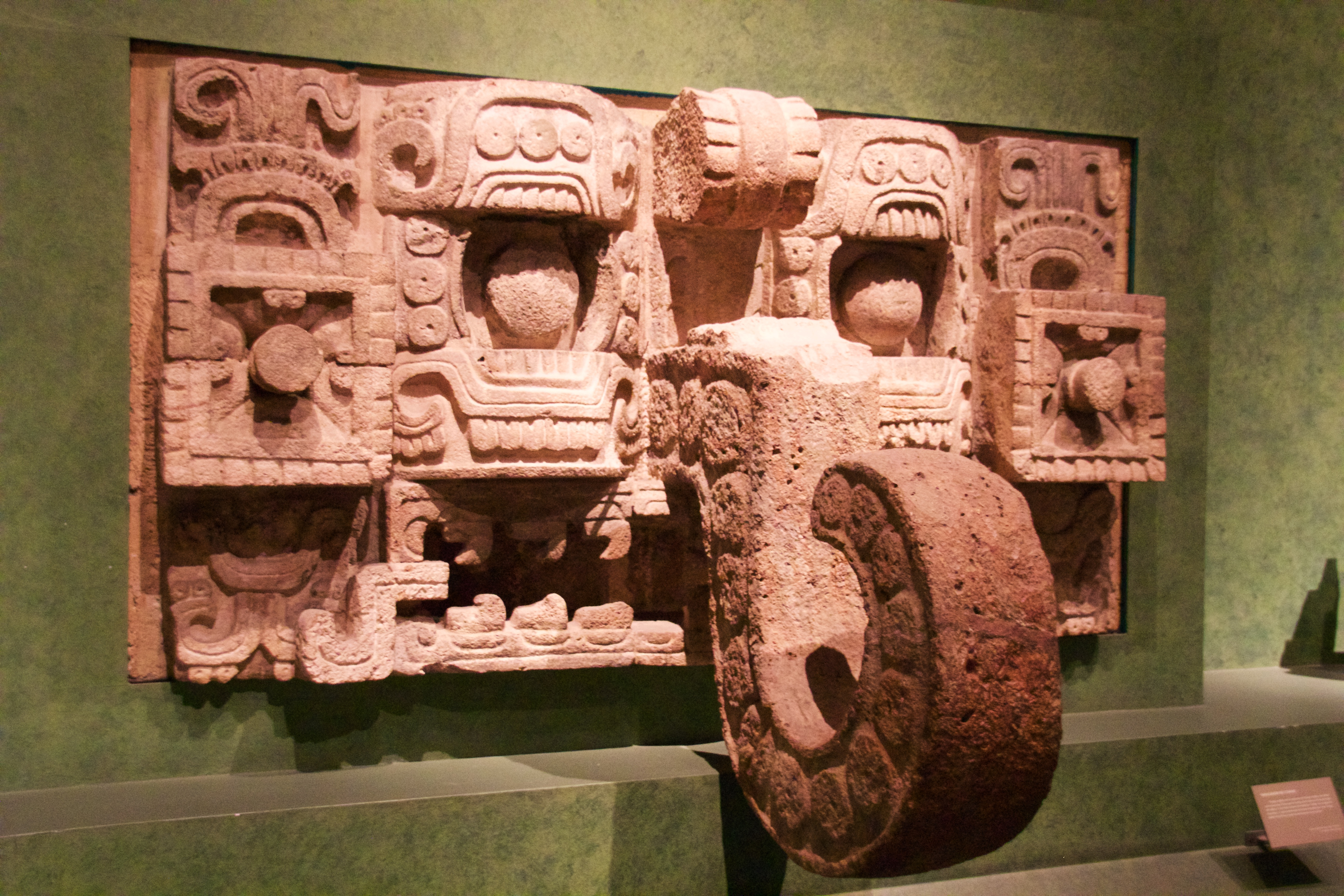
Maske von Chaac
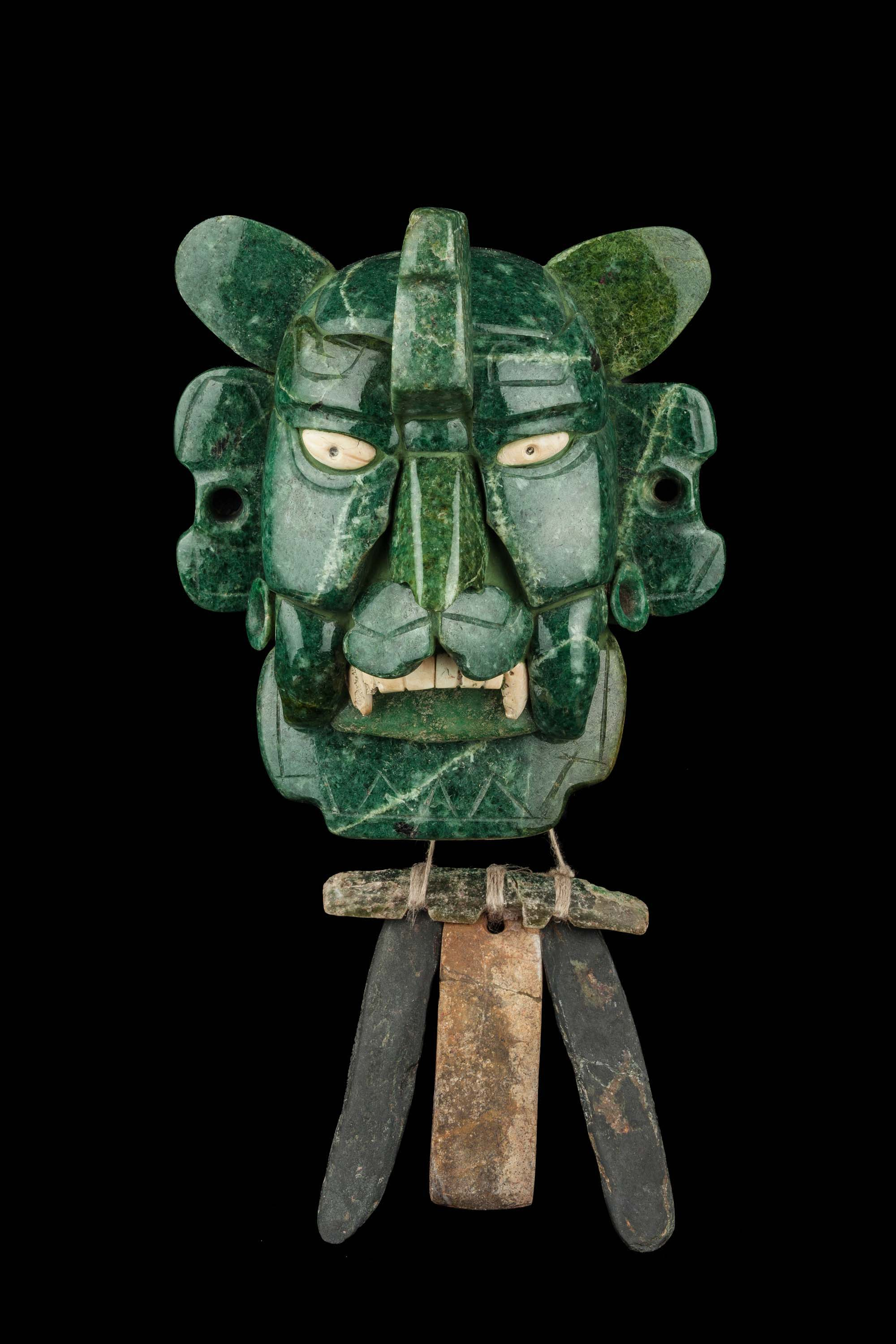
Zapotekische Maske des Fledermausgottes
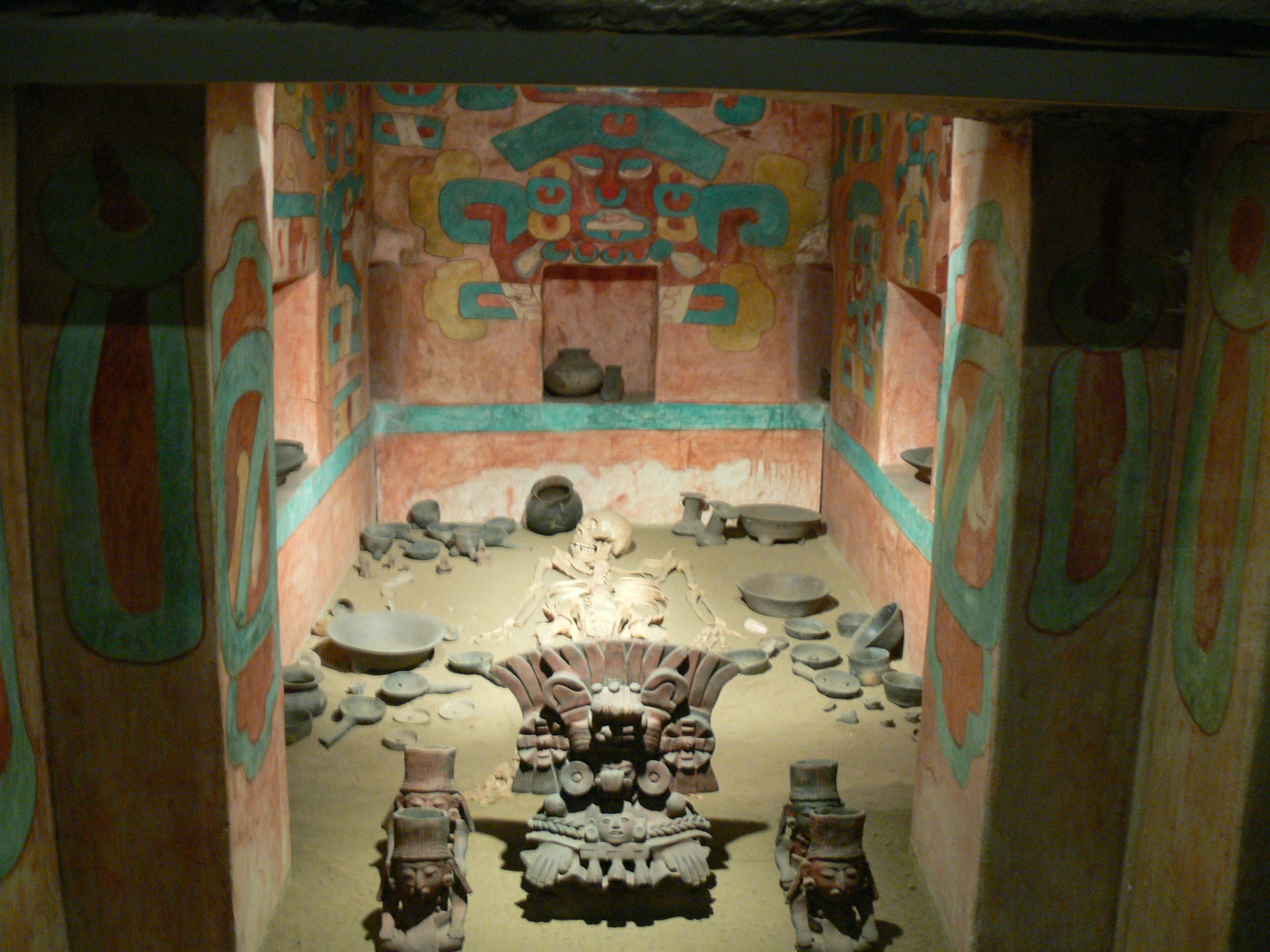
Reproduktion von Grab 105 in Monte Albán
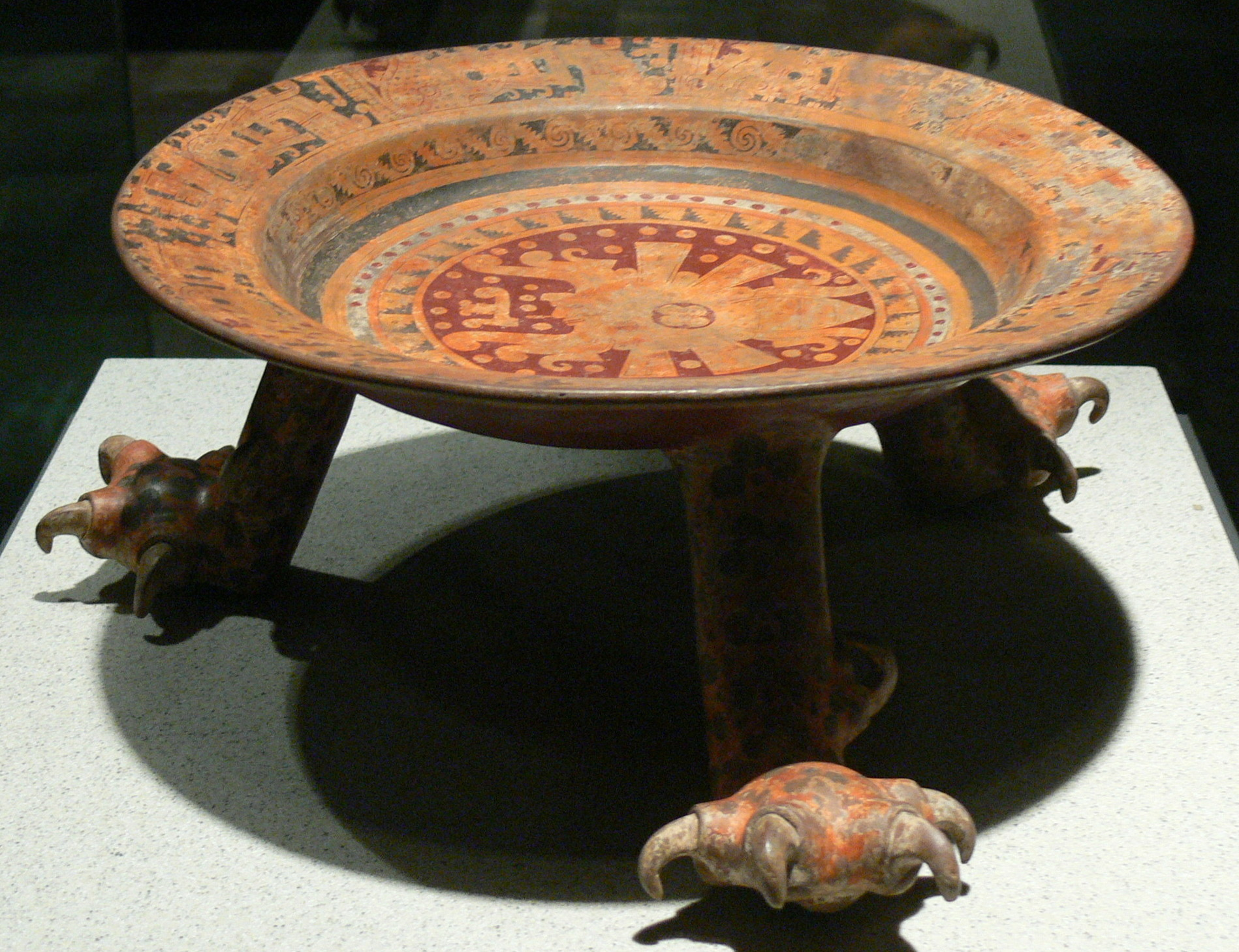
Mixtekische Keramik
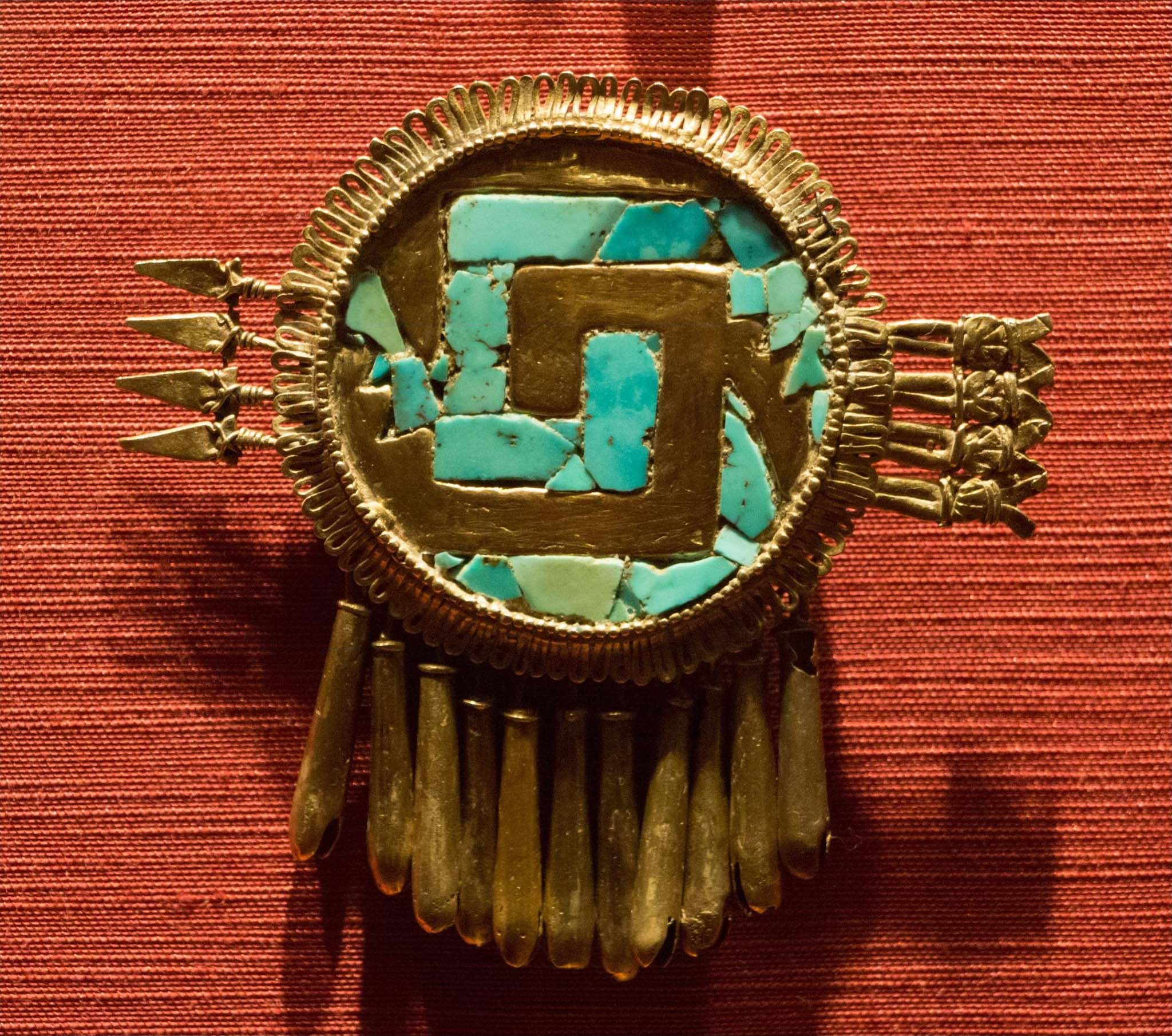
Mixtekisches Pektoral aus Gold und Türkis, Schild von Yanhuitlán
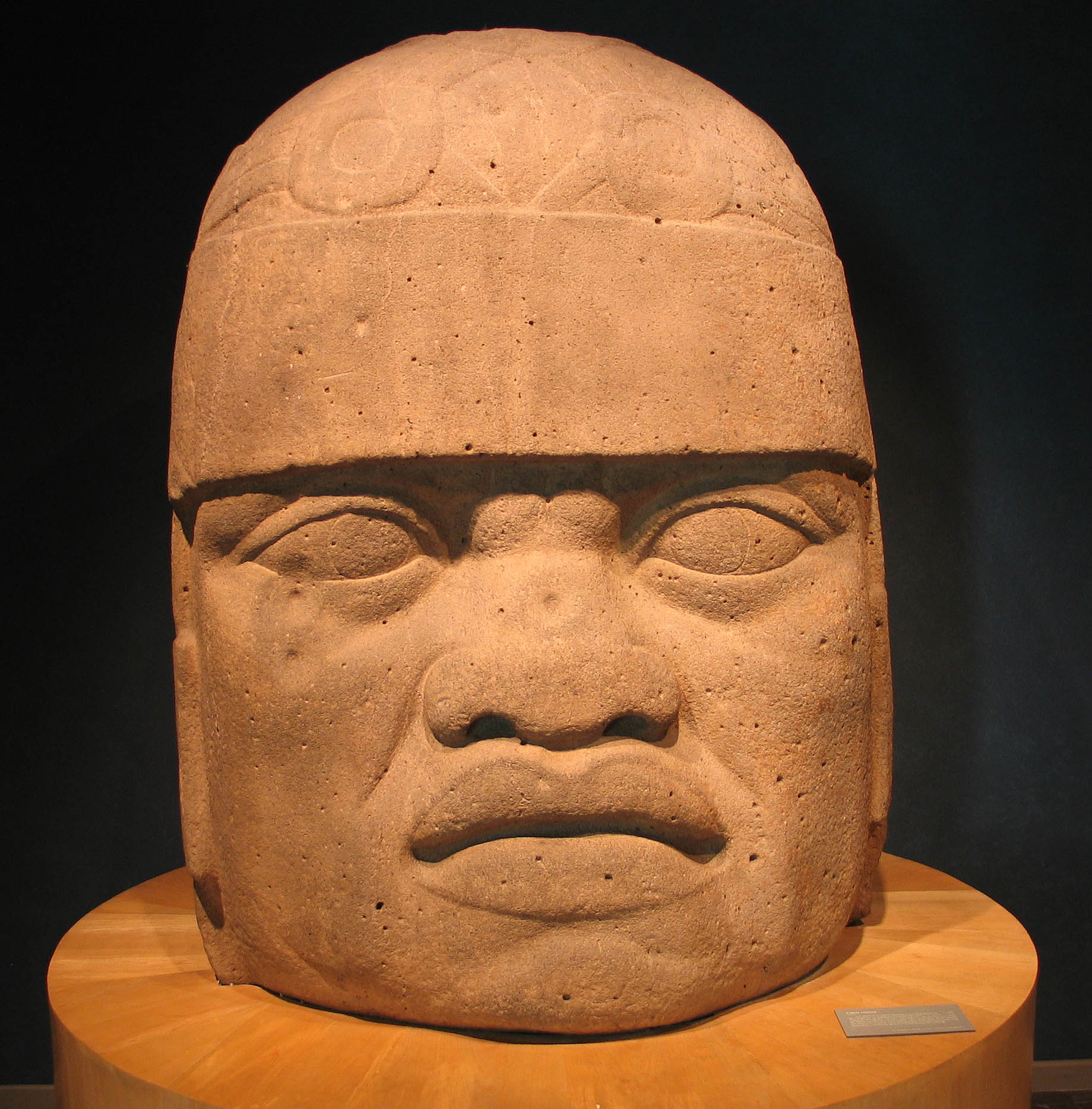
Olmekischer Kolossalkopf
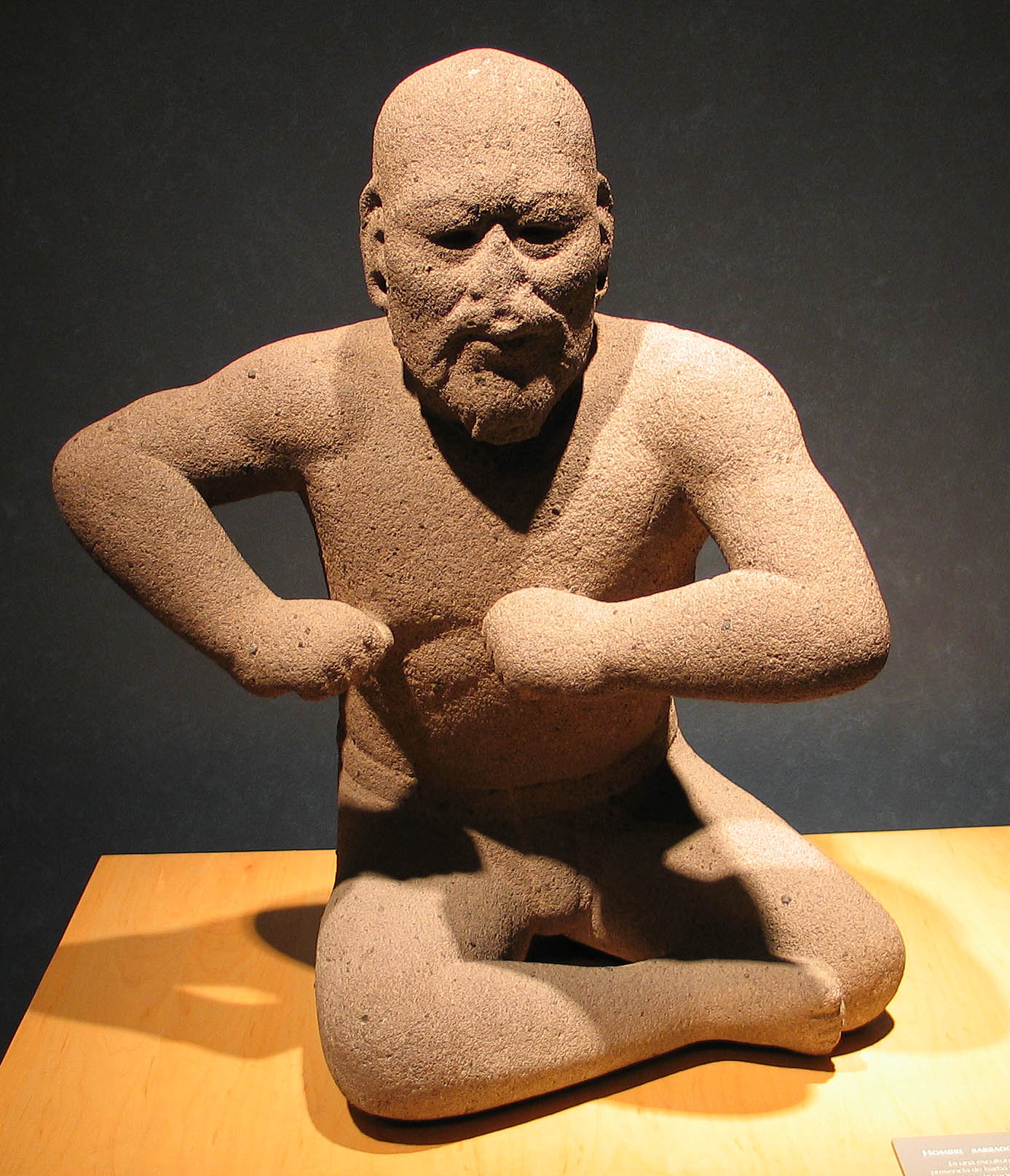
„Luchador Olmeca“
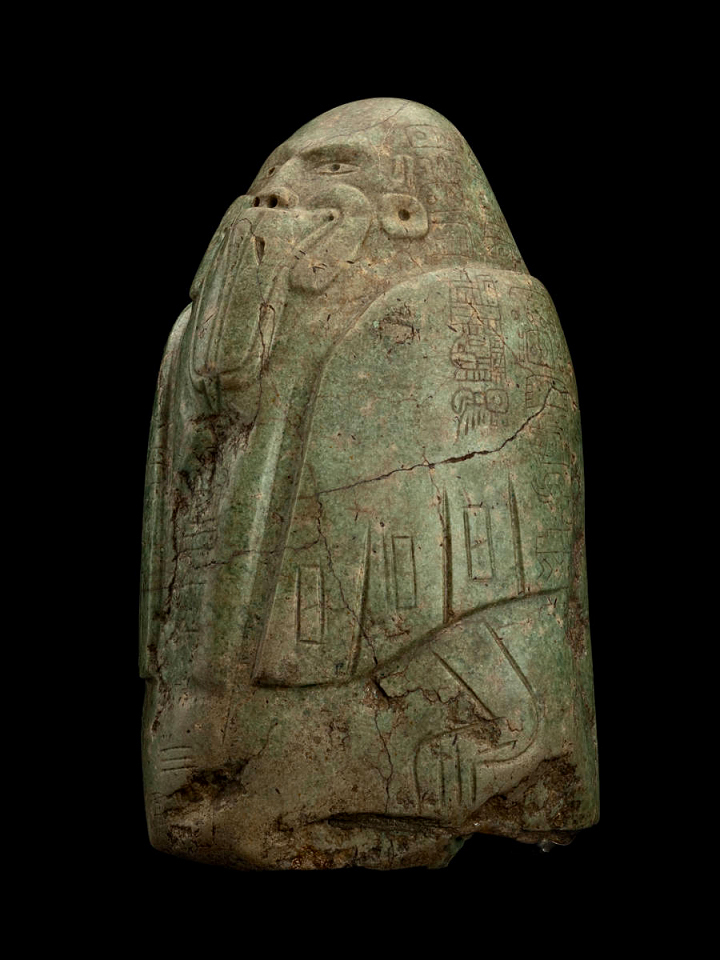
Tuxtla-Statuette
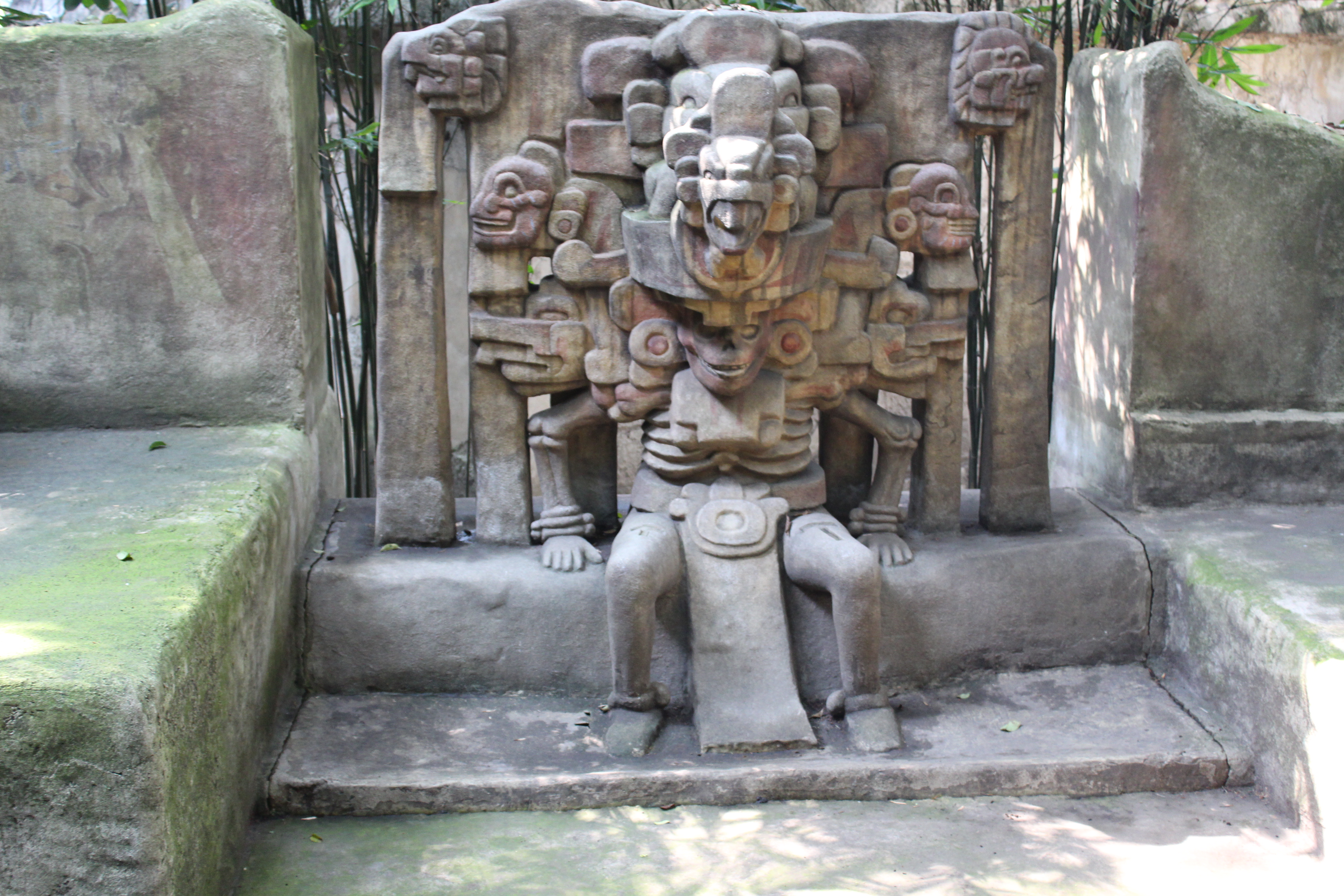
Reproduktion der Skulptur von Mictlantecuhtli in El Zapotal
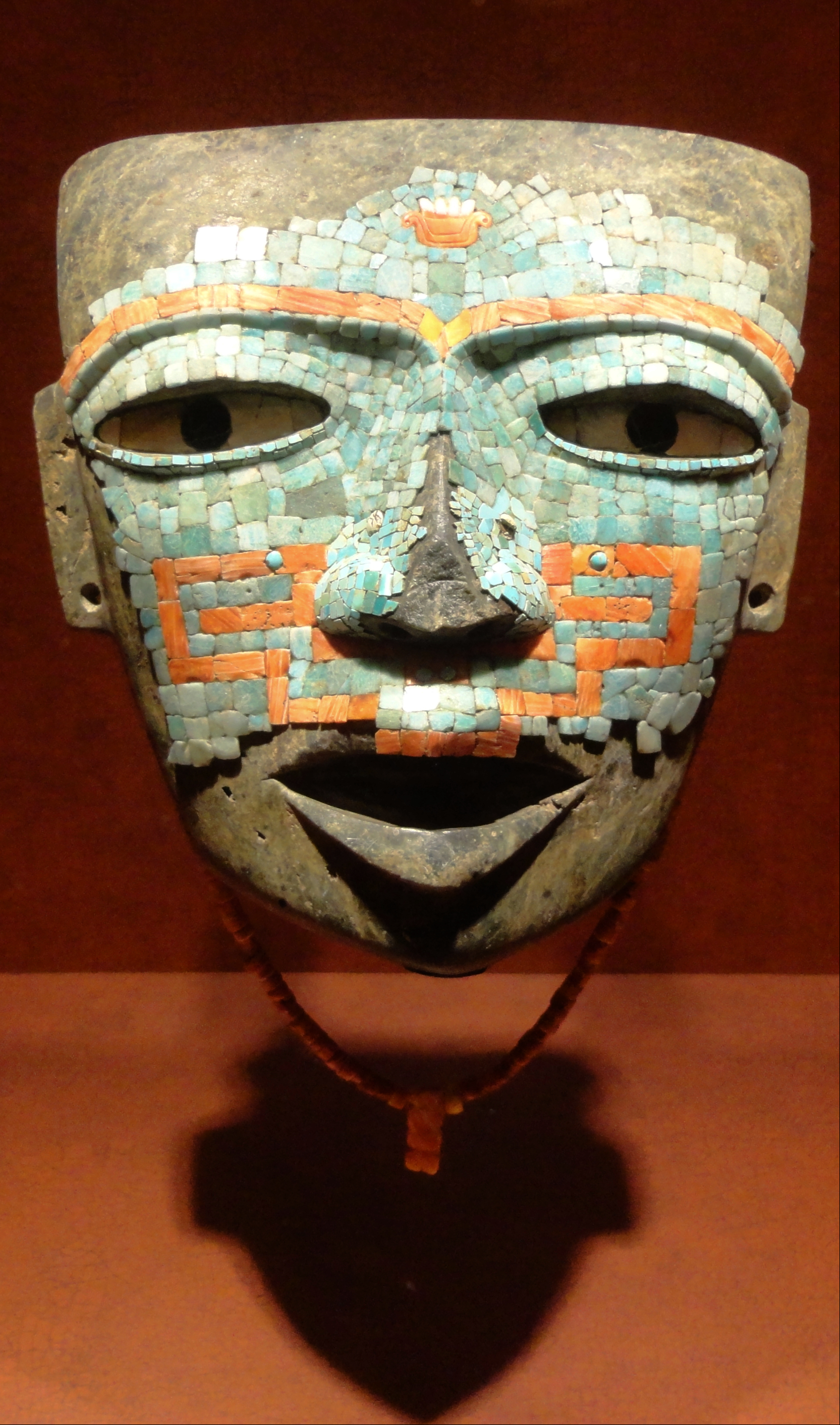
Maske von Malinaltepec

### Film
- Museen der Welt. Das Anthropologisches Museum Mexico City. Buch und Regie: Klaus Peter Dencker. Produktion: Saarländischer Rundfunk/Fernsehen, 1981. 45’ Min.